# Zlatan Ibrahimović
Zlatan Ibrahimović (AFI: [ˈzlatan ibraˈxiːmɔʋitɕ]; Malmö, 3 ottobre 1981) è un dirigente sportivo ed ex calciatore svedese, di ruolo attaccante, senior advisor del Milan.
Considerato uno degli attaccanti più forti e completi della sua generazione e della storia del calcio, rientra tra i marcatori più prolifici di tutti i tempi. È stato inserito per undici volte tra i candidati alla vittoria del Pallone d'oro (dal 2003 al 2005, dal 2007 al 2009 e dal 2012 al 2016) arrivando a ricoprire nel 2013 la quarta posizione alle spalle di Franck Ribéry, Lionel Messi e Cristiano Ronaldo. A livello individuale è stato inoltre candidato per sei volte al FIFA World Player of the Year/The Best FIFA Men's Player e per due volte all'UEFA Best Player in Europe Award. Vincitore del Golden Foot nel 2012 e del FIFA Puskás Award nel 2013 (grazie all'ultima delle quattro reti segnate contro l'Inghilterra il 14 novembre 2012), è stato nominato calciatore svedese dell'anno in 12 occasioni (record) e per quattro volte sportivo svedese dell'anno (2008, 2010, 2013 e 2015).
Nel suo palmares si annoverano due campionati olandesi (2001-2002 e 2003-2004), una Coppa dei Paesi Bassi (2001-2002) e una Supercoppa olandese (2002) con l'Ajax, tre campionati italiani consecutivi (dal 2006-2007 al 2008-2009) con l'Inter e due (2010-2011 e 2021-2022) con il Milan, due Supercoppe italiane (2006 e 2008) con l'Inter e una (2011) con il Milan, un campionato spagnolo (2009-2010), due Supercoppe spagnole (2009 e 2010), una Supercoppa UEFA (2009) e una Coppa del mondo per club (2009) con il Barcellona, quattro campionati francesi consecutivi (dal 2012-2013 al 2015-2016), tre Coppe di Lega francesi consecutive (dal 2013-2014 al 2015-2016), due Coppe di Francia (2014-2015 e 2015-2016) e tre Supercoppe francesi consecutive (dal 2013 al 2015) con il Paris Saint-Germain, una Community Shield (2016), una Coppa di Lega inglese (2016-2017) e una Europa League (2016-2017) con il Manchester Utd.
Con la nazionale svedese, di cui è primatista di reti, ha preso parte a due Mondiali (Corea del Sud-Giappone 2002 e Germania 2006) e a quattro campionati d'Europa (Portogallo 2004, Austria-Svizzera 2008, Polonia-Ucraina 2012 e Francia 2016).

## Biografia

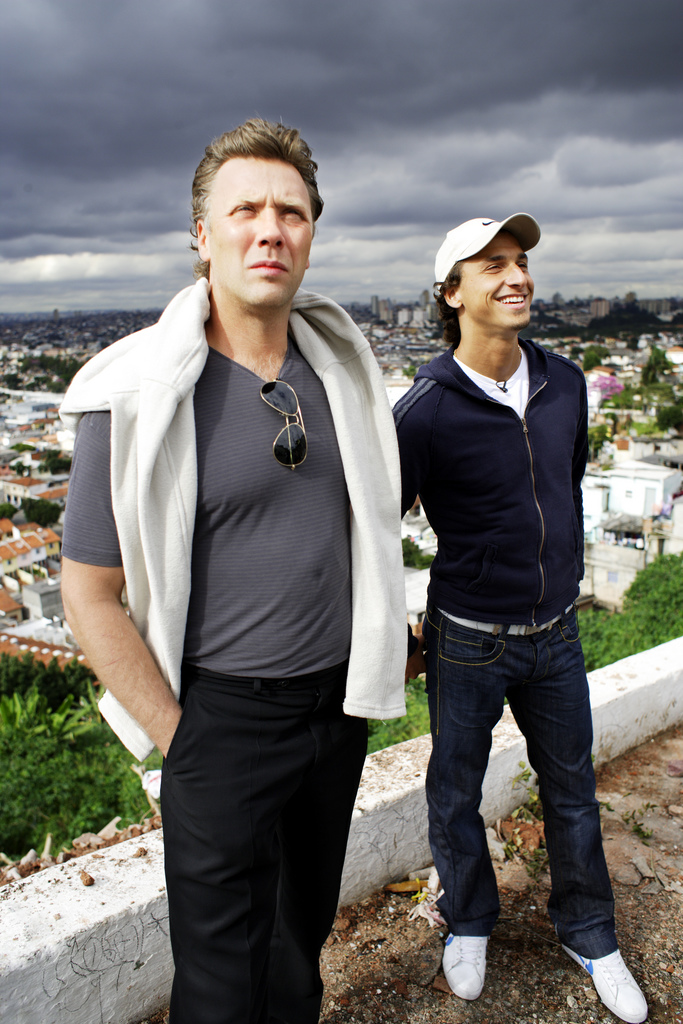
Ibrahimović con l'attore svedese Mikael Persbrandt nel 2005

Nasce il 3 ottobre 1981 a Malmö, nella Svezia meridionale, figlio di immigrati jugoslavi: il padre, Šefik Ibrahimović, è un bosgnacco originario di Bijeljina (nell'allora repubblica federata di Bosnia ed Erzegovina), mentre la madre, Jurka Gravić, è una croata di religione cattolica originaria di Prkos, frazione del comune di Škabrnja (nell'allora repubblica federata di Croazia). Dopo la separazione tra i genitori, avvenuta quando Zlatan ha due anni, il tribunale decide per l'affidamento separato della prole, con il futuro calciatore affidato al padre. Vive un'infanzia difficile, caratterizzata da povertà, risse, furti e bullismo.
Cresce a Rosengård, sobborgo di Malmö in un quartiere densamente popolato da immigrati. Aveva un fratello di otto anni più grande, Sapko, morto nel 2014 a seguito di una malattia. È il compagno dal 2001 dell'ex modella svedese Helena Seger, dalla quale ha avuto due figli, Maximilian (2006) e Vincent (2008), che hanno seguito le orme paterne iniziando a giocare nelle giovanili del Milan.
La sua autobiografia, dal titolo Io, Ibra (in svedese Jag är Zlatan Ibrahimović), ha venduto mezzo milione di copie in Svezia e 200.000 in Italia (alla data di Natale 2011), diventando un grande successo commerciale e venendo nominata nel 2012 al Premio August.
Ai tempi dell'Inter, con un ingaggio da 12 milioni di euro a stagione, è stato il calciatore più pagato al mondo; secondo quanto riportato dalla rivista France Football, al 2016 risultava al 4º posto, con 28,5 milioni incassati tra stipendio da calciatore e vari sponsor.
Nel febbraio 2015 ha aderito con il Paris Saint-Germain a una campagna del Programma alimentare mondiale (World Food Program) finalizzata a sensibilizzare i tifosi sul problema della fame nel mondo, che affligge circa 805 milioni di persone, e, per dare evidenza al progetto, si è riempito tutto il corpo con cinquanta tatuaggi temporanei rappresentanti i nomi di altrettante persone assistite dall'Agenzia della Nazioni Unite. Nell'ottobre dello stesso anno la sua interpretazione dell'inno svedese, in una versione realizzata per uno spot della casa automobilistica Volvo, gli è valso il disco d'oro, ottenendo un gran numero di visualizzazioni su YouTube; inoltre, sempre in ottobre, ha lanciato una sua marca di profumi, chiamata Zlatan Ibrahimović Parfums.
Nel novembre 2016 è stata eretta una sua statua presso lo stadio Friends Arena di Stoccolma,ma purtroppo è stata vandalizzata e distrutta. Nel novembre 2018 esce il suo secondo libro Io sono il calcio, con testimonianze e racconti di giocatori e allenatori avuti in carriera, da Andrea Pirlo a José Mourinho. Nel novembre 2019 annuncia di aver acquistato una parte delle quote societarie dell'Hammarby, club di Stoccolma che milita nella massima serie svedese.
Nel marzo 2021 è ospite da Amadeus per tutte e cinque le serate del 71º Festival di Sanremo. Sempre nel 2021 viene annunciata sul profilo Instagram di Ibra l'uscita di un film su di lui, I am Zlatan (o semplicemente Zlatan), diretto da Jens Sjögren. Nel dicembre 2021 viene pubblicato Adrenalina. My untold stories, il suo terzo libro autobiografico.

## Caratteristiche tecniche

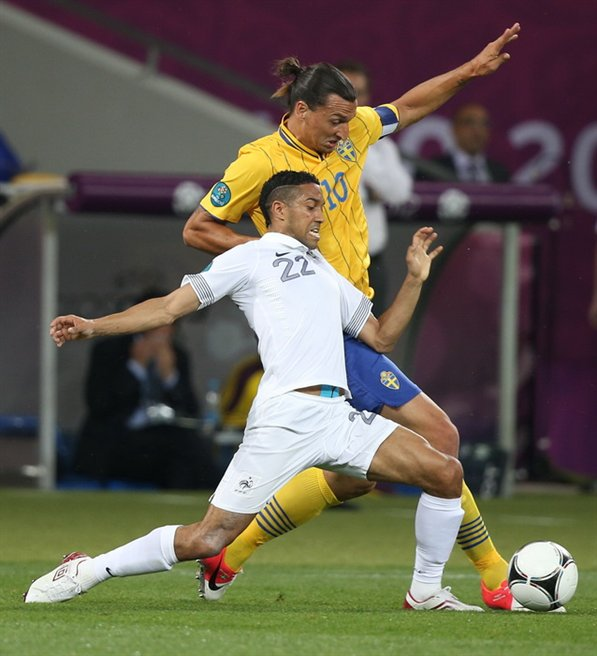
Ibrahimović, contrastato dal difensore francese Clichy, difende il pallone sfruttando la sua prestanza fisica

Soprannominato Ibracadabra, era un attaccante completo, di talento e fantasia. Molto potente fisicamente (dote che gli permetteva una perfetta protezione della palla e facilità nel gioco di sponda), era abile con entrambi i piedi, resistente, agile e dotato di un'eccellente tecnica individuale. Paragonato a Marco van Basten nella prima parte della sua carriera, per l'analoga eleganza nei movimenti, i suoi punti di forza erano il dribbling, lo scatto e la grande potenza e precisione nel tiro: ciò lo rendeva un pericoloso finalizzatore sia su azione sia su punizione, e un buon rigorista, con 85 rigori realizzati su 102 calciati (83,33%) al 18 marzo 2023. Grazie a queste qualità, alla visione di gioco, alla sua abilità nel fraseggio e nel servire assist ai compagni, ha giocato da seconda punta nella prima metà della carriera e successivamente da centravanti, ricoprendo spesso il ruolo di regista offensivo; giocando come prima punta ha inoltre mostrato una buona capacità nel gioco aereo.
Avendo praticato da giovane il taekwondo (arte marziale di cui è cintura nera), era particolarmente dotato nel gioco acrobatico, e alcuni suoi movimenti nel colpire il pallone sono stati paragonati alle tecniche proprie delle arti marziali.

## Carriera

### Giocatore

#### Club

##### Gli inizi, Malmö FF
Da giovanissimo entra a far parte della squadra del Balkan, aggregato alla formazione dei ragazzi di due anni più grandi di lui. Tra le sue prestazioni da bambino spicca quella nella partita contro il Vellinge quando, entrato nella ripresa sul risultato di 4-0 per la squadra avversaria, capovolge le sorti dell'incontro segnando gli 8 gol che fissano il risultato finale sull'8-5 per la sua squadra.
Nel 1995, all'età di 13 anni, viene acquistato dalla squadra della sua città, il Malmö FF. Il 19 settembre 1999 fa il suo esordio nella Allsvenskan, subentrando contro l'Halmstad, e il 30 ottobre dello stesso anno segna il primo gol contro il Västra Frölunda. Nella stagione successiva, dopo la retrocessione in Superettan, diventa titolare della squadra con cui conquista la promozione in Allsvenskan e di cui risulta il miglior marcatore stagionale con 12 reti in 26 partite. Nella prima partita dell'Allsvenskan 2001, il 9 aprile 2001 contro l'AIK, segna una doppietta, la prima nella massima serie svedese. Fino al 2001 colleziona complessivamente 40 partite e 16 gol tra Allsvenskan e Superettan con il Malmö FF; nel corso dello stesso anno viene inserito nella lista dei 100 migliori giovani calciatori stilata da Don Balón.

##### Ajax

Ibrahimović all'Ajax nel 2003

Su indicazione dell'osservatore John Steen Olsen, nel 2001 viene acquistato dall'Ajax di Beenhakker per 19,2 milioni di fiorini (7,8 milioni di euro), diventando l'acquisto più costoso nella storia del club. Tuttavia l'affermazione del calciatore avviene sotto la guida tecnica di Koeman. Con l'Ajax debutta nelle competizioni UEFA per club l'8 agosto 2001 nell'andata del terzo turno preliminare di Champions League contro il Celtic (1-3), che elimina l'Ajax relegandolo in Coppa UEFA. Nel corso della stagione, Ibrahimović gioca 33 partite e segna 8 gol, tra cui il golden goal contro l'Utrecht che vale la vittoria della KNVB beker 2001-2002.
Nella stagione successiva disputa per la prima volta la fase a gironi della Champions League 2002-2003, segnando una doppietta nella prima giornata contro l'Olympique Lione. Nella competizione europea realizza complessivamente cinque gol, trascinando l'Ajax fino alla qualificazione ai quarti di finale. Il 22 agosto 2004, durante una partita contro il NAC Breda, realizza quello che è stato definito come "il gol più bello della storia dell'Ajax", recuperando la palla da 25-30 metri e dribblando cinque giocatori prima di realizzare la rete. In totale nei Paesi Bassi gioca 106 partite segnando 46 gol e con l'Ajax vince due campionati olandesi (2002 e 2004), la Coppa e la Supercoppa dei Paesi Bassi nel 2002.

##### Juventus

Ibrahimović (a destra) all'arrivo alla Juventus nel precampionato 2004-2005, accolto dal tecnico Fabio Capello.

Nell'estate 2004 è la Juventus ad acquistare il giocatore per 16 milioni di euro. Nel primo anno in bianconero è decisivo per la conquista del 28º scudetto (titolo poi revocato in seguito a Calciopoli). Diventa ben presto insostituibile, segnando all'esordio in campionato in Brescia-Juventus 0-3, e ripetendosi con marcature importanti, come la doppietta alla Fiorentina o la tripletta al Lecce. L'annata è, però, segnata da alcune intemperanze, come il pestone a Córdoba e la testata a Mihajlović in Juventus-Inter 0-1 del 20 aprile 2005. In campionato colleziona 35 presenze e in totale segna 16 gol, ma non realizza nemmeno una rete in Champions League.
Il suo secondo anno alla Juventus è meno brillante. Segna 10 gol (7 in campionato e 3 nella prima fase a gironi della Champions League). Il 2 novembre 2005, dopo essere stato espulso per doppia ammonizione nei minuti finali di Juve-Bayern 2-1, Luciano Moggi si infuria e fa capire che Zlatan può scordarsi il rinnovo del contratto; Ibrahimovic chiede cosi la cessione al suo agente Mino Raiola. La squadra torinese uscirà poi contro l'Arsenal nei quarti di finale della manifestazione. Vince una seconda volta il campionato italiano, poi posto sub iudice e assegnato all'Inter a causa di Calciopoli.

##### Inter

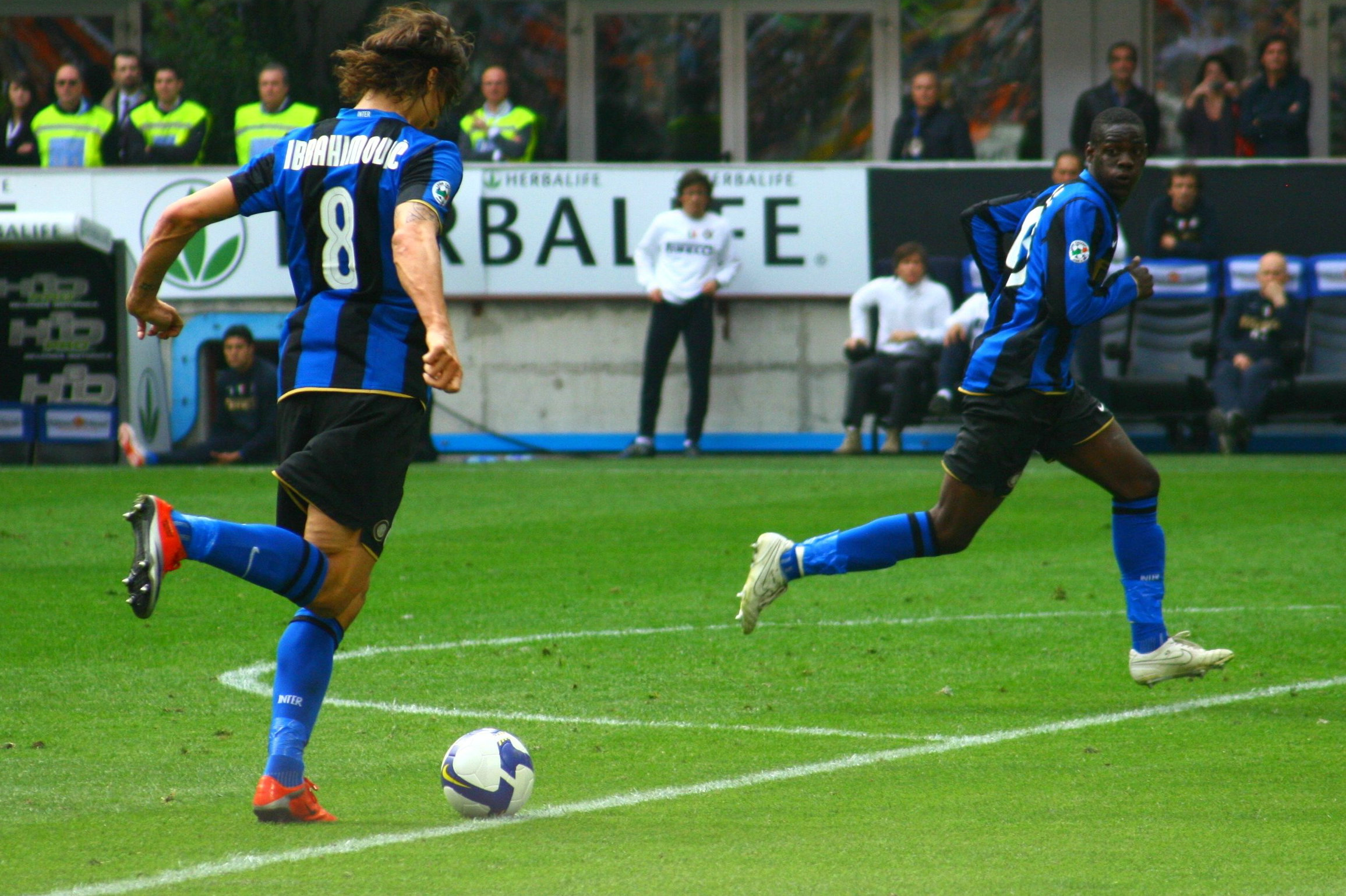
Ibrahimović e Mario Balotelli durante la gara contro il dell'aprile 2009

Il 10 agosto 2006, in seguito alle vicende dello scandalo del calcio italiano, lascia la Juventus e approda all'Inter, che si aggiudica l'attaccante per 24,8 milioni di euro. Esordisce con i nerazzurri il 26 agosto, nella finale di Supercoppa italiana vinta contro la Roma ai tempi supplementari. Il 9 settembre disputa la sua prima partita in Serie A con l'Inter nella vittoria per 3-2 contro la Fiorentina allo Stadio Artemio Franchi, gara nella quale sigla anche la sua prima segnatura con i meneghini. Tre giorni dopo, invece, arriva l'esordio con l'Inter in Champions League nella partita persa per 1-0 in casa dello Sporting Lisbona. Titolare del reparto avanzato di Mancini, continua a segnare con una certa regolarità – anche nei due derby di Milano. Nell'aprile 2007, a campionato vinto, si fa operare a Rotterdam per un'infiammazione all'adduttore destro. Grazie ai suoi 15 gol in 27 partite, si rivela essere uno dei protagonisti della stagione 2006-2007, conclusasi con la vittoria dello scudetto con cinque giornate di anticipo e i 97 punti finali. È incluso nella squadra ideale del 2007 dalla UEFA, tramite un sondaggio indetto sul proprio sito.
Anche nella stagione successiva si conferma punto di forza dei nerazzurri. Il 16 settembre 2007, nella gara casalinga contro il Catania, taglia il traguardo delle 100 partite in Serie A. Oltre a segnare con regolarità in campionato, si sblocca e realizza il primo gol in Champions League con i colori nerazzurri nella partita col PSV, contro cui è autore di una doppietta. Dopo un'assenza di un mese e mezzo (dal 29 marzo 2008), torna a giocare nel secondo tempo della gara dell'ultima giornata di campionato con il Parma, contro cui realizza i due gol decisivi per la vittoria dell'ultima giornata di campionato (ottava doppietta stagionale, record in carriera fino a quel momento), che sancisce la vittoria del sedicesimo scudetto interista e la retrocessione in Serie B dei ducali. Complessivamente ha realizzato 17 reti in 26 partite di Serie A, 22 in 34 se si includono tutte le competizioni.
Inizia la sua terza stagione all'Inter vincendo la sua seconda Supercoppa italiana, dopo quella del 2006, sempre ai danni della Roma; la Beneamata trionfa ai calci di rigore, durante i quali Ibrahimović realizza il suo tiro dal dischetto. Riceve l'Oscar del calcio AIC come miglior giocatore e miglior straniero del campionato precedente e anche il premio per il miglior gol dell'anno 2008 (un pregevole colpo di tacco contro il Bologna). I giornalisti de L'Équipe lo inseriscono nella squadra ideale del 2008. A fine stagione coglie un altro scudetto, laureandosi capocannoniere del torneo grazie alle 25 reti messe a segno in 35 partite (record personale da quando milita nel campionato italiano) e venendo premiato dall'AIC come miglior calciatore (straniero e assoluto) della Serie A 2008-2009.

##### Barcellona

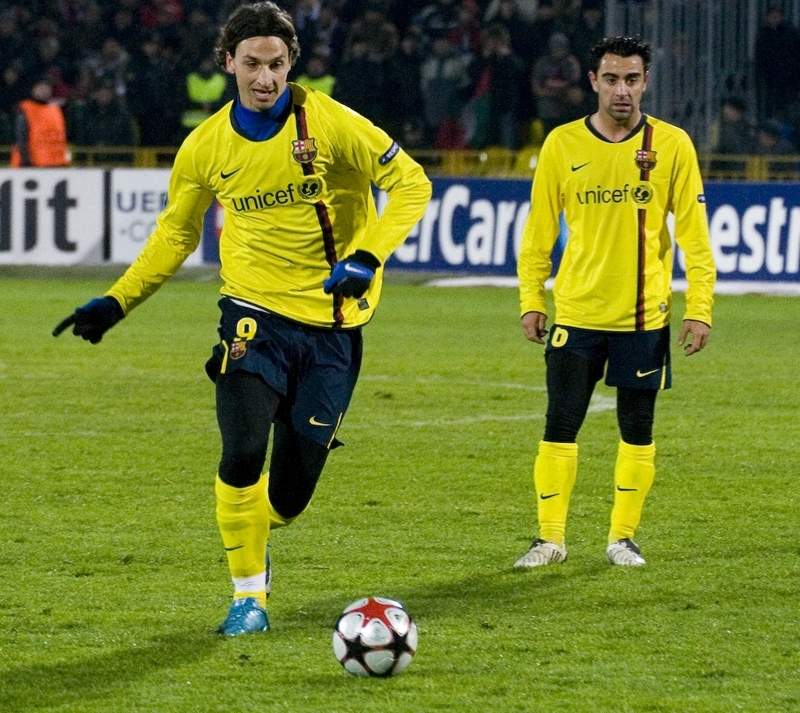
Ibrahimović (in primo piano) batte un calcio piazzato per il Barcellona, sotto lo sguardo del compagno di squadra Xavi

Il 27 luglio 2009 passa a titolo definitivo al Barcellona in cambio di 49 milioni di euro più il cartellino di Samuel Eto'o (valutato 20 milioni). Debutta il 23 agosto seguente nella partita di Supercoppa di Spagna vinta per 3-0 sull'Athletic Bilbao. Segna la sua prima rete in maglia Blaugrana il 31 agosto, nella vittoriosa partita casalinga contro lo Sporting Gijón (3-0). Con la rete siglata contro il Malaga, nella gara disputata il 29 settembre e vinta per 2-0 dal Barcellona, diventa il primo giocatore nella storia del club catalano ad aver segnato consecutivamente nei primi cinque match di Primera División. Il 20 ottobre segna la sua prima rete in Champions League con i catalani nella sconfitta interna contro il Rubin Kazan (1-2), gara valida per la terza giornata della fase a gironi del torneo. Il 20 gennaio 2010 viene inserito nella Squadra dell'anno UEFA del 2009. Al termine di una stagione altalenante dal punto di vista personale, segnata da divergenze con l'allenatore Pep Guardiola, vince campionato, Supercoppa di Spagna, Supercoppa UEFA e Mondiale per club 2009, uscendo dalla Champions League in semifinale contro l'Inter. Il 14 agosto disputa la sua ultima partita con il Barcellona nella finale di andata Supercoppa di Spagna 2010 persa 3-1 contro il Siviglia, gara nella quale sigla il gol del momentaneo vantaggio dei catalani. Con i Blaugrana totalizza 22 reti in 46 presenze in tutte le competizioni.

##### Milan

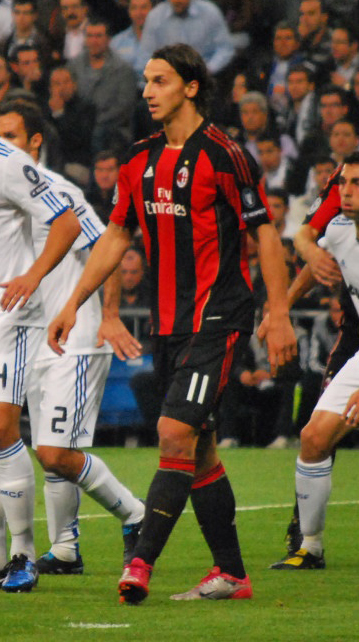
Ibrahimović durante una sfida contro il al Santiago Bernabéu

Il 28 agosto 2010 Ibrahimović è ceduto al Milan in prestito dal Barcellona, con l'opzione di acquisto a 24 milioni di euro alla fine della stagione. L'attaccante, che sceglie di indossare la maglia numero 11, firma un contratto quadriennale, diventando inoltre uno dei pochi calciatori nella storia della Serie A ad aver giocato sia con la Juventus, che con l'Inter e che con il Milan. Esordisce con la maglia rossonera l'11 settembre in occasione della seconda giornata di campionato nella partita persa per 2-0 in casa del neopromosso Cesena, fallendo un rigore. Il 15 settembre 2010, alla sua prima partita con il Milan in Champions League contro l'Auxerre (2-0), segna le sue prime reti in maglia rossonera. Il primo gol in campionato arriva una settimana dopo, il 22 settembre, nella partita pareggiata 1-1 contro la Lazio all'Olimpico. Il 14 novembre, al primo derby di Milano che gioca a maglie invertite, si rivela subito decisivo siglando su rigore l'1-0 finale contro l'Inter. Nel corso della stagione dimostra un ottimo affiatamento con i compagni di reparto Kevin Prince Boateng e Robinho, insieme ai quali va in gol in due gare consecutive contro il Brescia e il Bologna (entrambe partite terminate 3-0 per il Milan). Sigla la sua prima rete in Coppa Italia con i rossoneri il 20 gennaio 2011, nella vittoria casalinga per 3-0 contro il Bari. In campionato si segnala anche per alcuni comportamenti scorretti, come quando, nell'incontro casalingo del 13 marzo contro il Bari terminato 1-1, viene espulso – e susseguentemente squalificato per tre turni, poi ridotti a due – dopo un colpo allo stomaco ai danni del difensore Marco Rossi. Un'ulteriore squalifica di tre partite gli è stata comminata l'11 aprile a seguito di alcuni insulti rivolti al guardalinee durante l'incontro vinto con la Fiorentina per 2-1. La sua presenza si rivelerà fondamentale per le ambizioni del Milan che, nella gara del 7 maggio che i rossoneri pareggiano 0-0 all'Olimpico contro la Roma, vincerà lo scudetto a due giornate dal termine del campionato. Per lo svedese si tratta dell'ottavo titolo nazionale consecutivo. Conclude la prima stagione in rossonero con un totale di 41 presenze e 21 gol, risultando il miglior marcatore stagionale della squadra.
Nel giugno 2011 il Milan lo riscatta dal Barça a titolo definitivo per 24 milioni. Inizia la stagione successiva vincendo la Supercoppa italiana – la sua terza in Italia – il 6 agosto 2011, dopo aver battuto l'Inter per 2-1 e aver segnato anche la rete del momentaneo pareggio rossonero. Sigla la sua prima doppietta in Serie A con i meneghini il 29 ottobre, nella vittoriosa trasferta contro la Roma (2-3). Il 27 novembre, nella gara casalinga vinta contro il Chievo (4-0), raggiunge quota 100 reti nel massimo campionato italiano. Con i suoi gol trascina il Milan al secondo posto in classifica al termine del girone d'andata, a meno uno dalla Juventus campione d'inverno, e, inoltre, si rivela determinante anche per l'esplosione del centrocampista Antonio Nocerino, autore di 11 reti in campionato, con il quale raggiunge un'ottima intesa. Al Gran Galà del calcio del 2011, svoltosi il 23 gennaio 2012, viene insignito del premio come miglior calciatore assoluto della stagione 2010-2011 e inserito nella squadra dell'anno. Il 6 febbraio, in seguito ad uno schiaffo a Salvatore Aronica nella partita contro il Napoli, viene squalificato per tre giornate. Il 15 febbraio sigla su rigore la rete del definitivo 4-0 nell'andata degli ottavi di finale di Champions League contro l'Arsenal, realizzando il suo primo gol nella fase ad eliminazione diretta con una squadra italiana ed eguagliando il suo record di reti nel torneo in una singola stagione (5, come nel 2002-2003 con l'Ajax e nel 2007-2008 con l'Inter). Realizza la sua prima tripletta in maglia rossonera il 3 marzo 2012, giorno del rientro in campo dopo lo stop forzato di tre partite, nella vittoriosa trasferta dei rossoneri contro il Palermo (4-0). A fine stagione è per la seconda volta di fila il miglior marcatore stagionale dei rossoneri con 35 reti in 44 partite di cui 28 in campionato (record personale da quando milita in Italia), che gli valgono il titolo di capocannoniere della Serie A, secondo personale dopo quello del 2009 con l'Inter; diventa inoltre il primo giocatore a vincere la classifica marcatori del massimo campionato italiano con due squadre diverse, nonché della stessa città. Nonostante la stagione sia stato un successo dal punto di vista personale, per la prima volta da quando è in Italia non riesce a festeggiare la conquista del titolo nazionale. Due mesi dopo si conclude bruscamente il rapporto con il club, in quanto, per ragioni di bilancio, la società si vede costretta a vendere il giocatore. Termina, quindi, la sua esperienza con i rossoneri dopo aver collezionato 85 presenze e 56 reti in tutte le competizioni in due stagioni, nelle quali ha vinto uno scudetto e una Supercoppa italiana.

##### Paris Saint-Germain

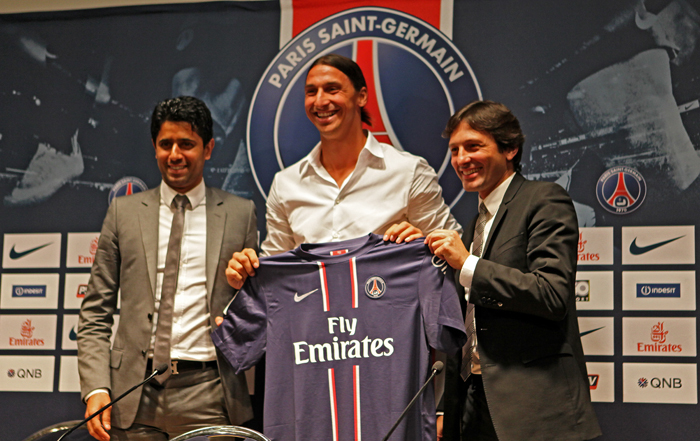
Ibrahimović durante la presentazione come nuovo acquisto del Paris Saint-Germain

Il 18 luglio 2012, a 30 anni, si trasferisce ai francesi del Paris Saint-Germain. Firmando un contratto triennale a circa 14 milioni di euro a stagione, diventa il calciatore più pagato della Ligue 1 e, in quella stagione, il secondo giocatore più pagato al mondo, alle spalle di Eto'o (20,5 milioni di euro annui). I 21 milioni di euro versati dalla squadra francese al Milan per acquistarlo lo hanno inoltre fatto diventare il giocatore complessivamente più costoso considerando tutti i suoi trasferimenti (record detenuto in precedenza da Anelka): dal Malmö al Paris Saint-Germain, passando per Ajax, Juventus, Inter, Barcellona e Milan, il cartellino dell'attaccante svedese è costato complessivamente circa 163 milioni di euro. Essendo la maglia numero 10 già assegnata al brasiliano Nenê, sceglie di indossare la 18. Fa il suo esordio con la squadra francese l'11 agosto seguente, in occasione della partita pareggiata per 2-2 al Parco dei Principi contro il Lorient: in questo match mette a segno due gol. Il 18 settembre 2012, all'esordio in Champions League con la maglia dei parigini, mette a segno la prima delle quattro reti con cui i francesi battono la Dinamo Kiev, nel 4-1 finale. Con questo gol lo svedese diventa il primo giocatore nella storia della competizione ad avere segnato con sei squadre diverse (in ordine cronologico: Ajax, Juventus, Inter, Barcellona, Milan e Paris Saint-Germain). Termina la stagione con 35 gol segnati di cui 30 in campionato, vinto dal Paris Saint-Germain, che gli valgono il titolo di capocannoniere della Ligue 1. Risulta inoltre anche il miglior assist-man della Champions League con 7 assist e ottiene il premio come miglior giocatore della Ligue 1 nell'ambito dei Trophées UNFP du football.
Inizia la stagione 2013-2014 vincendo la Supercoppa di Francia grazie al 2-1 ottenuto il 3 agosto 2013 a Libreville contro il Bordeaux; in questa partita Ibrahimović è autore dell'assist per il gol del pareggio di Ongenda. Il 23 ottobre 2013, nella partita della terza giornata della fase a gironi di Champions League vinta dal Paris Saint-Germain per 5-0 in casa dell'Anderlecht, realizza una quaterna, diventando così il decimo giocatore a segnare 4 gol in una sola partita di Champions League. Il 27 novembre seguente, scendendo in campo contro l'Olympiacos, diventa il diciottesimo calciatore a raggiungere le 100 presenze in Champions League. Conclude la stagione vincendo la Coupe de la Ligue (decisivo il suo contributo), non disputandone però la finale per infortunio, e bissando la vittoria della Ligue 1. A livello personale chiude con 41 reti in 46 partite (massimo personale in carriera), delle quali 26 in campionato che gli valgono il secondo titolo di capocannoniere. Inoltre, ai Trophées UNFP du football, ottiene il titolo di miglior giocatore della Ligue 1 per la seconda volta e il premio per il gol più bello, grazie alla rete realizzata di tacco nella decima giornata contro il Bastia.
Comincia la stagione 2014-2015 con la vittoria della Supercoppa di Francia, risultando decisivo con una doppietta nel 2-0 ai danni del Guingamp. L'8 aprile 2015, grazie a una tripletta nella semifinale di Coppa di Francia vinta per 4-1 sul Saint-Étienne, raggiunge e supera il prestigioso traguardo dei 100 gol segnati in gare ufficiali col Paris Saint-Germain, attestandosi a quota 102 marcature in 124 partite. L'11 aprile segna una doppietta nella finale di Coupe de la Ligue vinta per 4-0 ai danni del Bastia, conquistando così il suo secondo trofeo consecutivo. Il 16 maggio il Paris Saint-Germain vince il terzo campionato di fila, grazie alla vittoria esterna per 2-1 sul Montpellier. Il 30 dello stesso mese arriva anche la conquista della Coppa di Francia, grazie alla vittoria per 0-1 in finale contro l'Auxerre.

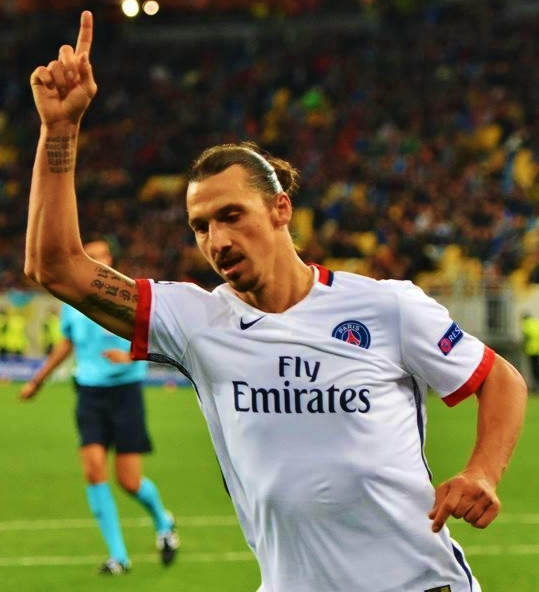
Ibrahimović esulta dopo un suo gol allo nella Champions League 2015-2016

La quarta stagione a Parigi si apre con la vittoria, terza consecutiva, della Supercoppa di Francia grazie al 2-0 ai danni del Lione. Il 4 ottobre seguente, grazie alla doppietta realizzata contro l'Olympique Marsiglia, arriva a quota 110 reti con il Paris Saint-Germain superando il portoghese Pauleta (fermo a 109) e diventando momentaneamente il miglior marcatore della storia del club. Il 4 dicembre successivo, grazie alla prima delle due reti messe a segno nello 0-3 esterno ai danni del Nizza, diventa il miglior marcatore di sempre in campionato con la maglia dei parigini, attestandosi, dopo la seconda realizzazione, a 87 gol e superando il precedente record di Dahleb, fermo a 85. Quattro giorni più tardi, grazie al gol messo a segno nella vittoria di Champions League contro lo Šachtar per 2-0, diviene il miglior marcatore del PSG anche in ambito europeo con 17 reti, superando di una lunghezza il precedente primato di Weah. Il 9 marzo 2016, a seguito del gol realizzato durante il ritorno degli ottavi di finale contro il Chelsea, con cui contribuisce al passaggio del turno della propria squadra, diventa il quattordicesimo calciatore a tagliare il traguardo delle 50 reti in competizioni europee. Quattro giorni più tardi, la vittoria di campionato per 0-9 ai danni del Troyes, nella quale mette peraltro a segno una quaterna, assegna matematicamente con otto giornate di anticipo il titolo al PSG (nuovo record dei cinque principali campionati europei), il quarto consecutivo sia per la squadra sia per lo svedese. Riesce inoltre, grazie alla seconda rete, a conseguire il traguardo dei 100 gol in Ligue 1; la terza marcatura gli permette invece di realizzare, con nove minuti, la tripletta più veloce nella storia del massimo campionato francese. Il 23 aprile si aggiudica la terza Coupe de la Ligue consecutiva, grazie alla vittoria per 2-1 in finale sul Lilla. Il 13 maggio annuncia il suo addio alla società transalpina al termine della stagione. Nell'ultima partita di campionato segna una doppietta al Nantes, chiudendo in testa alla classifica marcatori per la terza volta e fissando con 38 gol il nuovo record di segnature con la maglia del PSG nel massimo campionato francese in una singola stagione, superando di una lunghezza l'allora primato di Bianchi stabilito nel 1977-1978. Il 21 maggio si aggiudica la Coupe de France, ultimo trofeo in maglia parigina, contribuendo con una doppietta al 4-2 ai danni dell'Olympique Marsiglia.

##### Manchester Utd

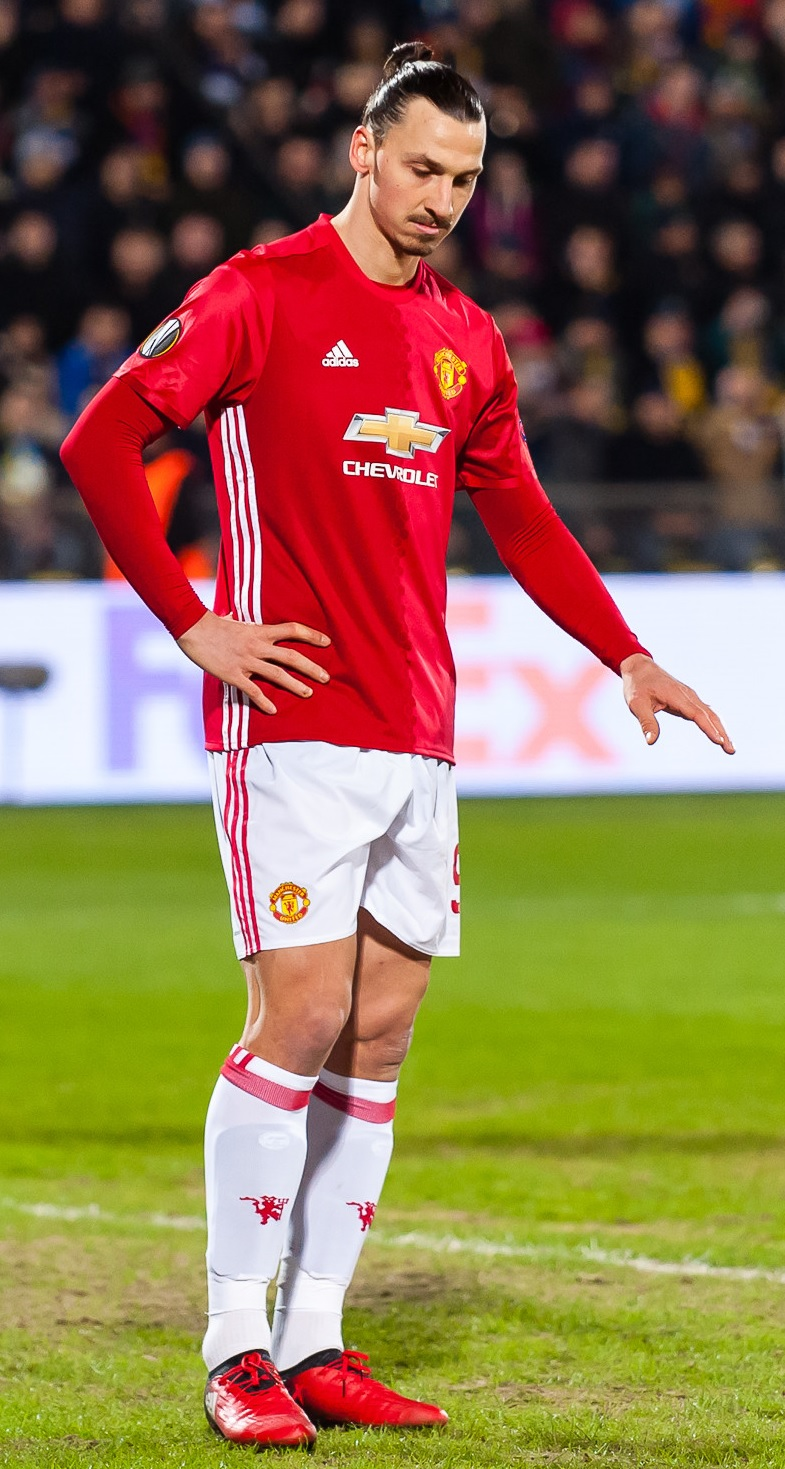
Ibrahimović con la maglia del, durante il match dell'Europa League 2016-2017 contro il

Il 1º luglio 2016, a 34 anni, viene ingaggiato a costo zero dal Manchester Utd di Mourinho, firmando un contratto per una singola stagione da 15 milioni di euro. Il 7 agosto gioca la sua prima partita ufficiale con la maglia dei Red Devils nella Community Shield, risultando decisivo siglando la rete del definitivo 2-1 ai danni del Leicester City. L'attaccante svedese va a segno anche all'esordio in campionato del 14 agosto, mettendo a referto la terza rete degli ospiti nella vittoria per 3-1 contro il Bournemouth. Il 29 settembre è sua l'unica rete dell'incontro di Europa League che assegna allo United la vittoria contro lo Zorja: questa marcatura porta Ibrahimović ad aver segnato in campo europeo con ben sette maglie diverse, record condiviso con Mutu e Carew. Il 6 novembre successivo sigla una doppietta nell'1-3 esterno sullo Swansea City: la prima rete risulta essere la numero 25.000 nella storia della Premier League, mentre la seconda la quattrocentesima in carriera con maglie di club.
Il 26 febbraio 2017 mette in bacheca il secondo trofeo stagionale, la Coppa di Lega: nella finale col Southampton sigla una doppietta, compresa la rete del decisivo 3-2. Il 20 aprile, durante la sfida di ritorno dei quarti di finale di Europa League, vinta 2-1 sull'Anderlecht, riporta la rottura del legamento crociato anteriore e posteriore del ginocchio destro, che lo costringe a terminare anzitempo la stagione. Nonostante l'infortunio gli impedisca quindi di prendere parte alla successiva finale, il 24 maggio seguente vince il trofeo grazie al successo per 2-0 ottenuto dallo United contro l'Ajax. Al termine della stagione il club inglese non esercita l'opzione per il rinnovo del giocatore, che si svincola il 30 giugno.
Il 24 agosto si riaccasa tuttavia ai Red Devils per un'ulteriore annata. Lontano dai campi per sette mesi, Ibrahimović torna a giocare il 18 novembre, subentrando a Martial nei minuti finali della sfida di campionato contro il Newcastle Utd, battuto 4-1. Ritrova il gol nella sconfitta 2-1 di English Football League Cup del 20 dicembre contro il Bristol City, 255 giorni dopo l'ultima realizzazione.

##### Los Angeles Galaxy

Ibrahimović con la maglia degli nel 2019

Il 23 marzo 2018, rescisso anticipatamente il contratto con il Manchester Utd, approda agli LA Galaxy, club militante nella Major League Soccer. Fa il suo esordio in campionato il 31 marzo successivo contro il Los Angeles FC nel derby di Los Angeles, subentrando al 71' sul risultato di 1-3 e contribuendo con una doppietta alla vittoria in rimonta per 4-3. Il 29 luglio seguente mette a segno la sua prima tripletta con la maglia dei Galaxy, risultando decisivo nella vittoria in rimonta per 4-3 contro Orlando City. La stagione, segnata sul piano personale da un ottimo bottino di 22 reti in 27 partite, vede tuttavia la squadra terminare in settima posizione la Western Conference, non abbastanza per accedere ai play-off per l'assegnazione del titolo: decisiva è la sconfitta interna 2-3 del 28 ottobre contro gli Houston Dynamo.
A fine dicembre, Ibrahimović firma con i Galaxy un nuovo contratto da giocatore designato, oltre a diventare capitano della squadra. Nella seconda stagione a Los Angeles totalizza 30 gol in 29 presenze in regular season, contribuendo al raggiungimento del quinto posto in Western Conference e alla conseguente qualificazione ai play-off per il titolo. Dopo aver superato il primo turno contro il Minnesota Utd (2-1), i Galaxy vengono eliminati in semifinale dal Los Angeles FC, nonostante un gol di Ibrahimović nel 3-5 finale. Il 13 novembre 2019 il club e lo svedese comunicano la volontà di separarsi.

##### Ritorno al Milan

###### 2020-2021: il ritorno ad alti livelli
Il 27 dicembre 2019 il Milan annuncia di aver trovato un accordo con Ibrahimović per un contratto di sei mesi, con opzione di rinnovo per un ulteriore anno; l'intesa viene formalizzata il 2 gennaio 2020. Lo svedese, tornato a vestire i colori rossoneri quasi otto anni dopo l'ultima volta, sceglie di indossare la maglia numero 21. Debutta – per la seconda volta – in Serie A con il Milan il 6 gennaio 2020 nel pareggio per 0-0 in casa contro la Sampdoria, subentrando a Piątek nel secondo tempo. Cinque giorni dopo realizza il primo gol nel successo esterno contro il Cagliari: con il gol agli isolani, Ibrahimović riesce ad andare a segno in quattro decenni diversi (1990, 2000, 2010 e 2020). L'impatto dello svedese in maglia rossonera è determinante per la risalita in classifica del Milan, che si porta a ridosso dei piazzamenti europei dopo un inizio di stagione deludente. Il 28 gennaio, nella partita vinta 4-2 contro il Torino, realizza la sua prima rete a San Siro e in Coppa Italia da quando è tornato a vestire i colori rossoneri. Il 9 febbraio, con la rete siglata nella gara persa contro l'Inter per 4-2, diventa il marcatore più vecchio di sempre nel derby di Milano all'età di 38 anni e 129 giorni, battendo il precedente record stabilito dal connazionale Nils Liedholm che risaliva al 26 marzo 1961, quando segnò all'Inter all'età di 38 anni e 43 giorni. Il 15 luglio, nella gara casalinga vinta per 3-1 contro il Parma, raggiunge quota 100 partite con il Milan in tutte le competizioni. Sei giorni dopo, nella trasferta vinta contro il Sassuolo (1-2), realizza la sua prima doppietta da quando ha fatto ritorno al Milan. Il 29 luglio sigla due gol nella gara vinta per 4-1 contro la Sampdoria alla penultima giornata, diventando il primo giocatore a segnare 50 reti sia con il Milan che con l'Inter nella storia della Serie A a girone unico. Il 1º agosto, con la rete siglata ai danni del Cagliari nell'ultima partita di campionato, diventa il giocatore più vecchio ad aver segnato almeno 10 gol in una stagione di Serie A, sorpassando Silvio Piola in questa speciale graduatoria. I rossoneri concludono il campionato al 6º posto, con Ibrahimović autore di 11 gol in 20 partite in tutte le competizioni.

Murale nei pressi di San Siro raffigurante uno scontro tra Ibrahimović e Romelu Lukaku nel derby del gennaio 2021

Dopo settimane di trattative, il 31 agosto 2020 rinnova ufficialmente il suo contratto con il Milan fino al 30 giugno 2021; lo stesso giorno annuncia anche il cambio di numero della maglia per la stagione 2020-2021, tornando ad indossare la numero 11, la stessa da lui avuta nella prima esperienza in maglia rossonera. Il debutto stagionale avviene in Europa League (prima volta con i rossoneri), nella gara vinta per 2-0 contro gli irlandesi dello Shamrock Rovers, che lo vede mettere a segno una delle due reti che hanno permesso al Milan di passare al terzo turno preliminare. Il 17 ottobre 2020, grazie ad una doppietta messa a segno in meno di cinque minuti, decide il derby della Madonnina, issandosi a 9 reti complessive nella stracittadina milanese e migliorando ulteriormente il proprio record di marcatore più anziano della storia del derby, portandolo a 39 anni e 14 giorni. Con la rete siglata contro il Verona l'8 novembre, diventa l'unico calciatore nella storia del Milan ad aver segnato per sette partite consecutive in Serie A. Il 22 novembre seguente, realizzando una doppietta nella vittoria per 3-1 in casa del Napoli, sale a 10 gol segnati nelle prime 6 presenze stagionali in campionato e diviene il giocatore più anziano a segnare almeno 10 gol nelle prime 8 giornate di Serie A, battendo il precedente primato stabilito da Silvio Piola nel 1942-1943. Durante la partita casalinga contro il Crotone del 7 febbraio 2021, valida per la ventunesima giornata di campionato, segna il 500° e il 501° gol in carriera con le maglie dei club, divenendo il terzo calciatore di questo millennio a raggiungere tale traguardo. Con la rete segnata contro la Fiorentina, nella partita vinta 3-2 dai rossoneri il 21 marzo, diventa il calciatore più anziano ad aver realizzato 15 gol in una stagione di Serie A (39 anni e 169 giorni). Il 22 aprile estende il contratto con i rossoneri fino al giugno 2022. Nonostante la stagione sia stata tribolata dal punto di vista personale, tra svariati infortuni, con 15 reti in 19 presenze di campionato contribuisce significativamente a riportare il Milan in Champions League.

###### 2021-2023: lo scudetto e gli ultimi record

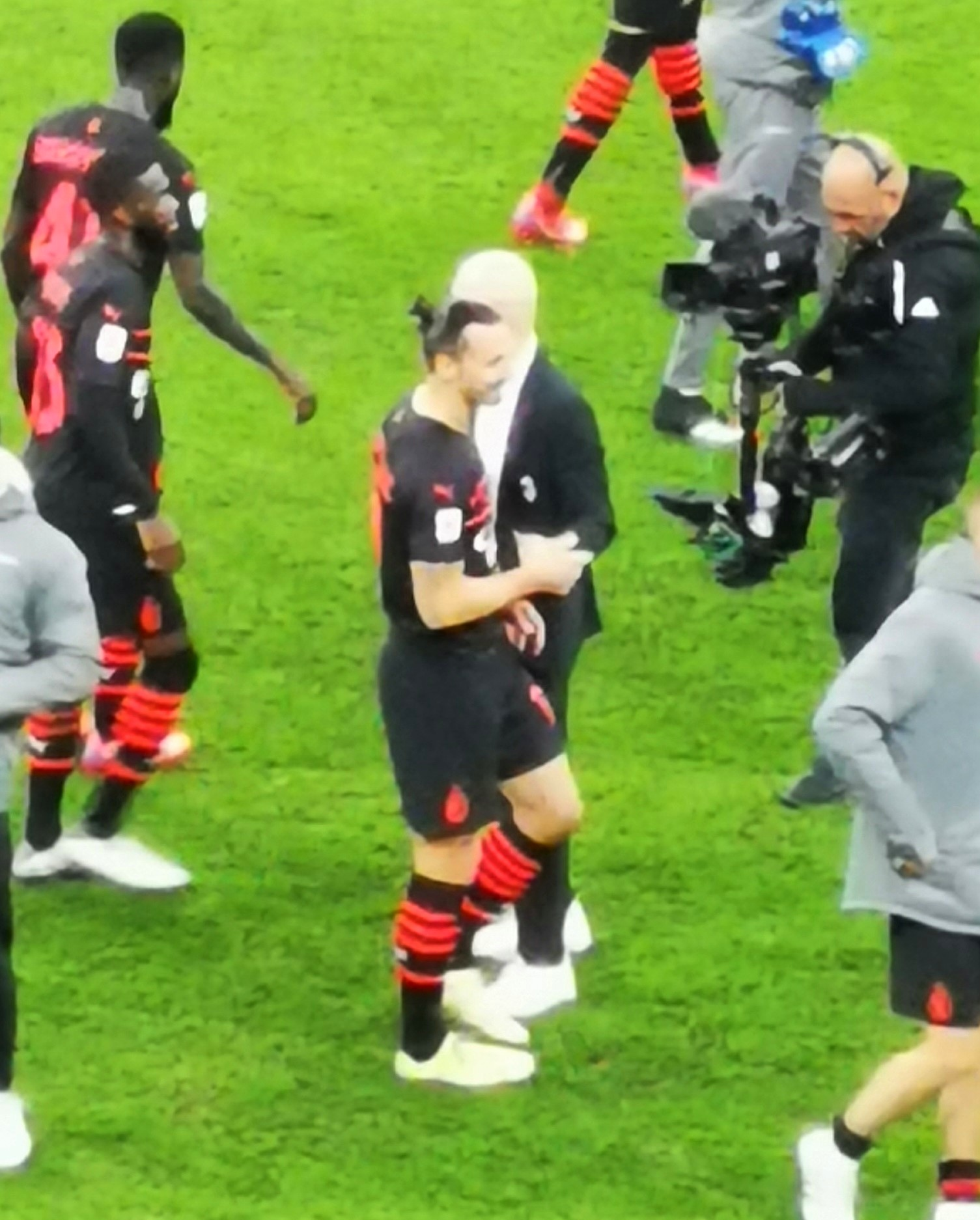
Ibrahimović (al centro) al termine di una partita contro il Torino nel 2021

Inizia la stagione 2021-2022 siglando, alla prima presenza, la rete del definitivo 2-0 contro la Lazio: con questa marcatura diventa lo straniero più anziano ad aver segnato in Serie A (39 anni e 344 giorni), superando il portoghese Bruno Alves. Il 16 ottobre 2021, subentrando nel secondo tempo della sfida casalinga contro l'Hellas Verona (3-2), raggiunge le 100 presenze in Serie A con i rossoneri. In seguito alla rete realizzata al termine dell'incontro contro il Bologna disputatosi il 23 ottobre 2021, lo svedese raggiunge un ulteriore, significativo traguardo: è diventato il quarto calciatore nella storia della Serie A a realizzare una marcatura dopo aver raggiunto la soglia dei 40 anni (40 anni e 20 giorni), unendosi al ristretto gruppo formato da Costacurta, Piola e Vierchowod. Poco più di una settimana dopo, il 31 ottobre, con il gol siglato contro la Roma su calcio di punizione taglia il traguardo delle 400 segnature nei campionati nazionali, di cui 150 in Serie A. Al rientro dalla sosta della Serie A dovuta alle partite delle nazionali, realizza due reti nella gara del 20 novembre 2021 contro la Fiorentina, divenendo il calciatore più anziano a realizzare una doppietta nel massimo campionato italiano, record precedentemente detenuto da Francesco Totti. L'11 dicembre seguente, in occasione di Udinese-Milan 1-1, raggiunge quota 300 gol nei primi 5 campionati europei, diventando il terzo a riuscirci negli anni 2000. Dopo una prima parte di stagione in cui gioca con continuità e si rivela ancora decisivo, agli inizi del girone di ritorno perde progressivamente il posto da titolare in favore di Olivier Giroud, suo compagno di reparto, a causa di problemi fisici che lo costringono a saltare diverse partite e a ridurre il suo minutaggio in campo. Il 24 aprile 2022, nella partita vinta dal Milan per 2-1 in casa della Lazio, diventa il giocatore più anziano ad aver mai realizzato un assist in Serie A (a 40 anni 6 mesi e 21 giorni), battendo il precedente record di Totti risalente al 19 febbraio 2017. A seguito della vittoria a Reggio Emilia contro il Sassuolo per 3-0, il 22 maggio vince il suo secondo scudetto con il Milan, undici anni dopo il primo trionfo con i rossoneri. Nonostante il suo apporto per la vittoria del campionato sia stato limitato (8 reti in 27 partite in tutte le competizioni), in questa stagione assurge al ruolo di uomo spogliatoio, rivelandosi fondamentale per la crescita della squadra e dei giocatori più giovani. Tre giorni dopo la vittoria del campionato si sottopone a un intervento chirurgico al crociato anteriore del ginocchio sinistro, che lo costringe a restare fuori dal campo per 7-8 mesi.
Il 18 luglio 2022 rinnova per un altro anno il contratto con il Milan, fino al 30 giugno 2023. Dopo aver recuperato dal lungo infortunio, esordisce nella nuova stagione il 26 febbraio 2023 nella vittoria casalinga contro l'Atalanta (2-0), gara nella quale diventa il giocatore di movimento più anziano del Milan ad aver giocato in Serie A (41 anni e 146 giorni) nell'era dei tre punti a vittoria, superando l'ex difensore Costacurta. Il 18 marzo diventa il realizzatore più anziano nella storia del campionato italiano segnando un gol su rigore contro l'Udinese all'età di 41 anni e 166 giorni e battendo in tal modo il precedente record di Costacurta, andato in rete su calcio di rigore all'età di 41 anni e 25 giorni in Milan-Udinese (2-3) del 19 maggio 2007. Inoltre, nella partita contro i friulani, indossa per la prima volta la fascia di capitano con il Milan, diventando il giocatore rossonero più anziano a portarla al braccio. In seguito a un infortunio al polpaccio destro rimediato il 23 aprile prima di entrare in campo nella gara casalinga contro il Lecce (2-0), termina anzitempo la stagione con un bilancio di una rete in 143 minuti giocati. Il 4 giugno, dopo l'ultima partita di campionato vinta per 3-1 dal Milan in casa contro il Verona, viene accolto dai compagni e dai tifosi sul campo, dove annuncia il ritiro dall'attività agonistica. In totale con i rossoneri ha disputato 163 partite andando a segno 93 volte.

#### Nazionale
Dopo aver disputato 4 partite con la Svezia under 19, esordisce con la nazionale maggiore il 31 gennaio 2001 contro le Fær Øer. Nel corso del 2001 con la Svezia under 21 prende parte alle qualificazioni all'Europeo di categoria dell'anno seguente, durante le quali disputa 7 partite segnando 6 gol.

##### 2002-2009

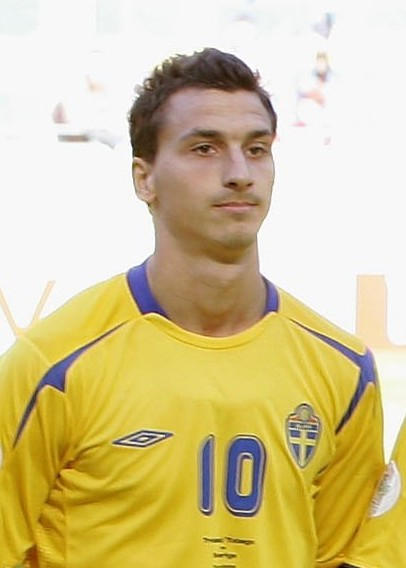
Ibrahimović con la maglia della nazionale svedese al

A 20 anni viene convocato per la fase finale del campionato del mondo 2002 dove disputa 2 gare, una nella fase a gironi contro l'Argentina e l'altra negli ottavi di finale contro il Senegal, che elimina la Svezia ai supplementari con un golden goal di Camara.
Si guadagna un posto da titolare accanto a Larsson in vista del campionato d'Europa 2004, dando un fondamentale apporto alla qualificazione della Svezia ai quarti di finale con un gol alla Bulgaria e uno (di tacco) all'Italia. Nei quarti di finale sbaglia uno dei tiri di rigore che condannano la Svezia all'eliminazione in favore dei Paesi Bassi.
Più negativo per lui risulta il campionato del mondo 2006, pur avendo contribuito alla qualificazione. La Svezia verrà eliminata per 2-0 dalla Germania agli ottavi, dove Ibrahimović esce acciaccato prima del termine, e il Mondiale si chiuderà per lui senza gol.
Il suo rapporto con la nazionale si incrina a fine 2006 quando, dopo essere stato allontanato dal ritiro dal commissario tecnico Lagerbäck nel mese di settembre a causa di una "evasione" notturna assieme ad altri due giocatori per festeggiare il compleanno del compagno Mellberg,, decide di rinunciare temporaneamente alle convocazioni.
Fa ritorno in rosa solo a fine marzo 2007, per la partita contro l'Irlanda del Nord a Belfast valida per le qualificazioni al campionato d'Europa 2008. Nelle successive dodici partite di qualificazione non riesce a segnare e tornerà al gol con la maglia della nazionale soltanto il 10 giugno 2008 in Svezia-Grecia 2-0, primo turno del gruppo D; la sua ultima marcatura con la Svezia risaliva all'ottobre 2005. Nella successiva partita contro la Spagna, persa per 2-1, segna il gol del momentaneo pareggio.
L'11 ottobre 2008 indossa per la prima volta la fascia di capitano della nazionale svedese, sostituendo l'infortunato Larsson in occasione della gara di qualificazioni ai Mondiali 2010 contro il Portogallo. Torna al gol durante le qualificazioni ai Mondiali 2010 contro Malta, nel match finito 4-0 per la Svezia e anche nella partita successiva contro l'Ungheria regalando alla Svezia la vittoria al 94º, successo che però non porterà la qualificazione ai Mondiali agli scandinavi, che si classificano terzi nel loro girone.

##### 2009-2016

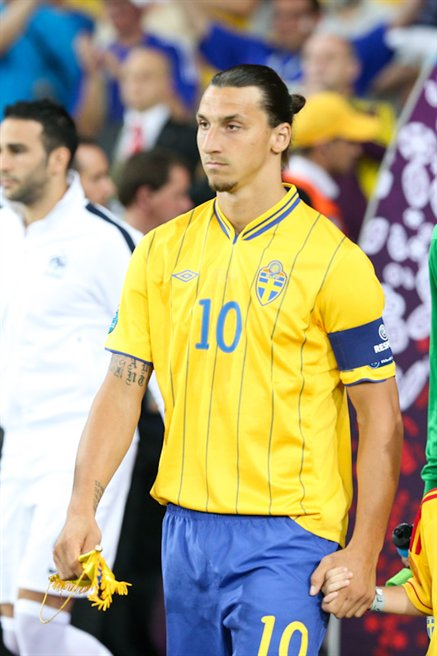
Ibrahimović, capitano della nazionale, entra in campo per la sfida contro la nell'ultima partita della fase a gironi del

Dopo la mancata qualificazione al campionato del mondo 2010 Ibrahimović annuncia il ritiro dalla nazionale, salvo poi ripensarci nel luglio successivo facendo il suo ritorno e venendo anche nominato capitano. Torna a indossare nuovamente la maglia della Svezia l'11 agosto 2010 in occasione dell'amichevole contro la Scozia, andando tra l'altro in rete.
Nel corso delle qualificazioni all'Europeo 2012 Ibrahimović è il miglior marcatore della squadra con 5 gol in 8 partite. Il 14 maggio 2012 viene convocato dal CT Hamrén per la fase finale del campionato d'Europa 2012 in Polonia e Ucraina. Nella gara d'esordio dell'11 giugno successivo, persa per 2-1 contro l'Ucraina, Ibrahimović segna la rete del momentaneo vantaggio della propria squadra. Il 15 giugno 2012, causa la sconfitta per 3-2 contro l'Inghilterra, la Svezia è aritmeticamente eliminata al primo turno. Il 19 giugno seguente, durante l'ultima partita della fase a gironi giocata contro la Francia e vinta per 2-0, Ibrahimović segna il gol del momentaneo 1-0 con una sforbiciata al volo dal limite dell'area.
Nel corso di un'amichevole contro l'Inghilterra svoltasi a Solna il 14 novembre 2012 per inaugurare la Friends Arena e terminata 4-2 per la Svezia, Ibrahimović segna tutte e 4 le reti della propria squadra, l'ultima delle quali con una rovesciata da 30 metri di distanza dalla porta, rimasta sguarnita a seguito dell'uscita del portiere inglese Hart. Per questo gol, nell'ambito delle premiazioni del Pallone d'oro FIFA 2013, vince il FIFA Puskás Award per il gol più bello dell'anno.
Il 4 settembre 2014, grazie alla doppietta messa a segno contro l'Estonia, diventa con 50 reti il bomber più prolifico della storia della nazionale svedese, mentre l'8 seguente in occasione del pareggio per 1-1 contro l'Austria, valido per le qualificazioni all'Europeo 2016, raggiunge il traguardo delle 100 presenze in nazionale. Il 14 novembre 2015 sigla una rete nel 2-1 interno contro la Danimarca, valido per l'andata dei play-off, ripetendosi anche tre giorni più tardi con una doppietta nel 2-2 esterno. Grazie alle undici reti messe a segno durante le qualificazioni la Svezia approda agli Europei, risultando inoltre essere il secondo miglior realizzatore, dietro al polacco Lewandowski, primo con tredici gol.
Al campionato d'Europa 2016 la Svezia raccoglie un solo punto nelle tre partite del girone: un pareggio per 1-1 contro l'Irlanda e due sconfitte contro Italia e Belgio, entrambe per 1-0, con quest'ultima che gli preclude la qualificazione. Al termine dell'incontro con il Belgio, Ibrahimović, a secco di reti nel torneo, annuncia il proprio ritiro dalla nazionale.

##### 2021-2023
Il 16 marzo 2021 viene reso ufficiale il proprio ritorno in nazionale maggiore a distanza di quasi cinque anni, venendo inserito dal CT Janne Andersson nella lista dei convocati per le partite valide per le qualificazioni al campionato mondiale di calcio 2022. Disputa il suo primo incontro in maglia gialloblu il 24 marzo seguente, in occasione del successo casalingo per 1-0 sulla Georgia, in cui peraltro fornisce a Viktor Claesson l'assist per il gol vittoria della sua squadra. Tuttavia, a causa di un infortunio subito nel finale di stagione con il Milan, si vede costretto a saltare il Campionato d'Europa 2020.
Un anno dopo, il 29 marzo 2022, perde la possibilità di disputare anche il campionato del mondo 2022 a causa della mancata qualificazione della sua nazionale allo spareggio contro la Polonia, gara che ha giocato da subentrato e che ha visto la Svezia sconfitta per 2-0.
Il 15 marzo 2023, dopo un anno di assenza, viene convocato per le gare di qualificazione al campionato d'Europa del 2024 contro Belgio e Azerbaigian. Entra in campo nel corso della partita casalinga con il Belgio, vittorioso per 0-3: è l'ultima partita in nazionale e da professionista dell'attaccante, che conclude la militanza nella Svezia con 122 e 62 reti. Questi numeri ne fanno il migliore marcatore di sempre della Svezia e il sesto giocatore con più presenze nella nazionale gialloblù.

### Dopo il ritiro
L'11 dicembre 2023 viene annunciato come partner operativo di RedBird Capital Partners e consulente della proprietà del Milan.

## Statistiche
Ibrahimović, tra club, nazionale maggiore e nazionali giovanili, ha collezionato 999 partite segnando 580 reti, alla media di 0,58 reti a partita.

### Presenze e reti nei club
| Stagione                   | Squadra                    | Campionato                 | Campionato | Campionato | Coppe nazionali | Coppe nazionali | Coppe nazionali | Coppe continentali | Coppe continentali | Coppe continentali | Altre coppe | Altre coppe | Altre coppe | Totale | Totale |
| Stagione                   | Squadra                    | Comp                       | Pres       | Reti       | Comp            | Pres            | Reti            | Comp               | Pres               | Reti               | Comp        | Pres        | Reti        | Pres   | Reti   |
| -------------------------- | -------------------------- | -------------------------- | ---------- | ---------- | --------------- | --------------- | --------------- | ------------------ | ------------------ | ------------------ | ----------- | ----------- | ----------- | ------ | ------ |
| 1999                       | Malmö FF                   | A                          | 6          | 1          | CS              | 0               | 0               | -                  | -                  | -                  | -           | -           | -           | 6      | 1      |
| 2000                       | Malmö FF                   | S1                         | 26         | 12         | CS              | 3               | 2               | -                  | -                  | -                  | -           | -           | -           | 29     | 14     |
| gen.-giu. 2001             | Malmö FF                   | A                          | 8          | 3          | CS              | 4               | 0               | -                  | -                  | -                  | -           | -           | -           | 12     | 3      |
| Totale Malmö FF            | Totale Malmö FF            | Totale Malmö FF            | 40         | 16         |                 | 7               | 2               |                    | -                  | -                  |             | -           | -           | 47     | 18     |
| 2001-2002                  | Ajax                       | ED                         | 24         | 6          | CO              | 3               | 1               | UCL+CU             | 2+4                | 0+2                | -           | -           | -           | 33     | 9      |
| 2002-2003                  | Ajax                       | ED                         | 25         | 13         | CO              | 3               | 3               | UCL                | 13                 | 5                  | SO          | 1           | 0           | 42     | 21     |
| 2003-2004                  | Ajax                       | ED                         | 22         | 13         | CO              | 1               | 0               | UCL                | 8                  | 2                  | -           | -           | -           | 31     | 15     |
| ago. 2004                  | Ajax                       | ED                         | 3          | 3          | CO              | 0               | 0               | UCL                | 0                  | 0                  | SO          | 1           | 0           | 4      | 3      |
| Totale Ajax                | Totale Ajax                | Totale Ajax                | 74         | 35         |                 | 7               | 4               |                    | 27                 | 9                  |             | 2           | 0           | 110    | 48     |
| 2004-2005                  | Juventus                   | A                          | 35         | 16         | CI              | 0               | 0               | UCL                | 10                 | 0                  | -           | -           | -           | 45     | 16     |
| 2005-2006                  | Juventus                   | A                          | 35         | 7          | CI              | 2               | 0               | UCL                | 9                  | 3                  | SI          | 1           | 0           | 47     | 10     |
| Totale Juventus            | Totale Juventus            | Totale Juventus            | 70         | 23         |                 | 2               | 0               |                    | 19                 | 3                  |             | 1           | 0           | 92     | 26     |
| 2006-2007                  | Inter                      | A                          | 27         | 15         | CI              | 1               | 0               | UCL                | 7                  | 0                  | SI          | 1           | 0           | 36     | 15     |
| 2007-2008                  | Inter                      | A                          | 26         | 17         | CI              | 0               | 0               | UCL                | 7                  | 5                  | SI          | 1           | 0           | 34     | 22     |
| 2008-2009                  | Inter                      | A                          | 35         | 25         | CI              | 3               | 3               | UCL                | 8                  | 1                  | SI          | 1           | 0           | 47     | 29     |
| Totale Inter               | Totale Inter               | Totale Inter               | 88         | 57         |                 | 4               | 3               |                    | 22                 | 6                  |             | 3           | 0           | 117    | 66     |
| 2009-2010                  | Barcellona                 | PD                         | 29         | 16         | CR              | 2               | 1               | UCL                | 10                 | 4                  | SS+SU+Cmc   | 1+1+2       | 0           | 45     | 21     |
| ago. 2010                  | Barcellona                 | PD                         | 0          | 0          | CR              | 0               | 0               | UCL                | 0                  | 0                  | SS          | 1           | 1           | 1      | 1      |
| Totale Barcellona          | Totale Barcellona          | Totale Barcellona          | 29         | 16         |                 | 2               | 1               |                    | 10                 | 4                  |             | 5           | 1           | 46     | 22     |
| 2010-2011                  | Milan                      | A                          | 29         | 14         | CI              | 4               | 3               | UCL                | 8                  | 4                  | -           | -           | -           | 41     | 21     |
| 2011-2012                  | Milan                      | A                          | 32         | 28         | CI              | 3               | 1               | UCL                | 8                  | 5                  | SI          | 1           | 1           | 44     | 35     |
| 2012-2013                  | Paris Saint-Germain        | L1                         | 34         | 30         | CF+CdL          | 2+1             | 2+0             | UCL                | 9                  | 3                  | -           | -           | -           | 46     | 35     |
| 2013-2014                  | Paris Saint-Germain        | L1                         | 33         | 26         | CF+CdL          | 2+2             | 3+2             | UCL                | 8                  | 10                 | SF          | 1           | 0           | 46     | 41     |
| 2014-2015                  | Paris Saint-Germain        | L1                         | 24         | 19         | CF+CdL          | 3+3             | 4+3             | UCL                | 6                  | 2                  | SF          | 1           | 2           | 37     | 30     |
| 2015-2016                  | Paris Saint-Germain        | L1                         | 31         | 38         | CF+CdL          | 6+3             | 7+0             | UCL                | 10                 | 5                  | SF          | 1           | 0           | 51     | 50     |
| Totale Paris Saint-Germain | Totale Paris Saint-Germain | Totale Paris Saint-Germain | 122        | 113        |                 | 22              | 21              |                    | 33                 | 20                 |             | 3           | 2           | 180    | 156    |
| 2016-2017                  | Manchester Utd             | PL                         | 28         | 17         | FACup+CdL       | 1+5             | 1+4             | UEL                | 11                 | 5                  | CS          | 1           | 1           | 46     | 28     |
| 2017-mar. 2018             | Manchester Utd             | PL                         | 5          | 0          | FACup+CdL       | 0+1             | 1               | UCL                | 1                  | 0                  | SU          | 0           | 0           | 7      | 1      |
| Totale Manchester Utd      | Totale Manchester Utd      | Totale Manchester Utd      | 33         | 17         |                 | 7               | 6               |                    | 12                 | 5                  |             | 1           | 1           | 53     | 29     |
| 2018                       | LA Galaxy                  | MLS                        | 27         | 22         | USOC            | 0               | 0               | -                  | -                  | -                  | -           | -           | -           | 27     | 22     |
| 2019                       | LA Galaxy                  | MLS                        | 29+2       | 30+1       | USOC            | 0               | 0               | -                  | -                  | -                  | -           | -           | -           | 31     | 31     |
| Totale L.A. Galaxy         | Totale L.A. Galaxy         | Totale L.A. Galaxy         | 56+2       | 52+1       |                 | 0               | 0               |                    | -                  | -                  |             | -           | -           | 58     | 53     |
| gen.-ago. 2020             | Milan                      | A                          | 18         | 10         | CI              | 2               | 1               | -                  | -                  | -                  | -           | -           | -           | 20     | 11     |
| 2020-2021                  | Milan                      | A                          | 19         | 15         | CI              | 2               | 1               | UEL                | 6                  | 1                  | -           | -           | -           | 27     | 17     |
| 2021-2022                  | Milan                      | A                          | 23         | 8          | CI              | 0               | 0               | UCL                | 4                  | 0                  | -           | -           | -           | 27     | 8      |
| 2022-2023                  | Milan                      | A                          | 4          | 1          | CI              | 0               | 0               | UCL                | -                  | -                  | SI          | 0           | 0           | 4      | 1      |
| Totale Milan               | Totale Milan               | Totale Milan               | 125        | 76         |                 | 11              | 6               |                    | 26                 | 10                 |             | 1           | 1           | 163    | 93     |
| Totale carriera            | Totale carriera            | Totale carriera            | 639        | 406        |                 | 62              | 43              |                    | 149                | 57                 |             | 16          | 5           | 866    | 511    |

### Cronologia presenze e reti in nazionale
| Cronologia completa delle presenze e delle reti in nazionale ― Svezia | Cronologia completa delle presenze e delle reti in nazionale ― Svezia | Cronologia completa delle presenze e delle reti in nazionale ― Svezia | Cronologia completa delle presenze e delle reti in nazionale ― Svezia | Cronologia completa delle presenze e delle reti in nazionale ― Svezia | Cronologia completa delle presenze e delle reti in nazionale ― Svezia | Cronologia completa delle presenze e delle reti in nazionale ― Svezia | Cronologia completa delle presenze e delle reti in nazionale ― Svezia |
| Data                                                                  | Città                                                                 | In casa                                                               | Risultato                                                             | Ospiti                                                                | Competizione                                                          | Reti                                                                  | Note                                                                  |
| --------------------------------------------------------------------- | --------------------------------------------------------------------- | --------------------------------------------------------------------- | --------------------------------------------------------------------- | --------------------------------------------------------------------- | --------------------------------------------------------------------- | --------------------------------------------------------------------- | --------------------------------------------------------------------- |
| 31-1-2001                                                             | Växjö                                                                 | Fær Øer                                                               | 0 – 0                                                                 | Svezia                                                                | Campionato nordico di calcio                                          | -                                                                     |                                                                       |
| 1-2-2001                                                              | Jönköping                                                             | Svezia                                                                | 0 – 1                                                                 | Finlandia                                                             | Campionato nordico di calcio                                          | -                                                                     | 65’                                                                   |
| 25-4-2001                                                             | Ginevra                                                               | Svizzera                                                              | 0 – 2                                                                 | Svezia                                                                | Amichevole                                                            | -                                                                     | 46’                                                                   |
| 7-10-2001                                                             | Solna                                                                 | Svezia                                                                | 3 – 0                                                                 | Azerbaigian                                                           | Qual. Mondiali 2002                                                   | 1                                                                     | 66’                                                                   |
| 10-11-2001                                                            | Manchester                                                            | Inghilterra                                                           | 1 – 1                                                                 | Svezia                                                                | Amichevole                                                            | -                                                                     | 74’                                                                   |
| 13-2-2002                                                             | Salonicco                                                             | Grecia                                                                | 2 – 2                                                                 | Svezia                                                                | Amichevole                                                            | -                                                                     |                                                                       |
| 27-3-2002                                                             | Malmö                                                                 | Svezia                                                                | 1 – 1                                                                 | Svizzera                                                              | Amichevole                                                            | -                                                                     | 69’                                                                   |
| 17-4-2002                                                             | Oslo                                                                  | Norvegia                                                              | 0 – 0                                                                 | Svezia                                                                | Amichevole                                                            | -                                                                     | 73’                                                                   |
| 17-5-2002                                                             | Solna                                                                 | Svezia                                                                | 1 – 2                                                                 | Paraguay                                                              | Amichevole                                                            | -                                                                     | 66’                                                                   |
| 25-5-2002                                                             | Tokyo                                                                 | Giappone                                                              | 1 – 1                                                                 | Svezia                                                                | Kirin Cup                                                             | -                                                                     | 67’ 81’                                                               |
| 12-6-2002                                                             | Rifu                                                                  | Svezia                                                                | 1 – 1                                                                 | Argentina                                                             | Mondiali 2002 - 1º turno                                              | -                                                                     | 88’                                                                   |
| 16-6-2002                                                             | Ōita                                                                  | Svezia                                                                | 1 – 2 gg                                                              | Senegal                                                               | Mondiali 2002 - Ottavi di finale                                      | -                                                                     | 76’                                                                   |
| 21-8-2002                                                             | Mosca                                                                 | Russia                                                                | 1 – 1                                                                 | Svezia                                                                | Amichevole                                                            | 1                                                                     | 89’                                                                   |
| 7-9-2002                                                              | Riga                                                                  | Lettonia                                                              | 0 – 0                                                                 | Svezia                                                                | Qual. Euro 2004                                                       | -                                                                     | 61’ 64’                                                               |
| 12-10-2002                                                            | Solna                                                                 | Svezia                                                                | 1 – 1                                                                 | Ungheria                                                              | Qual. Euro 2004                                                       | 1                                                                     | 41’ 78’                                                               |
| 30-4-2003                                                             | Solna                                                                 | Svezia                                                                | 1 – 2                                                                 | Croazia                                                               | Amichevole                                                            | 1                                                                     |                                                                       |
| 6-9-2003                                                              | Göteborg                                                              | Svezia                                                                | 5 – 0                                                                 | San Marino                                                            | Qual. Euro 2004                                                       | 2                                                                     |                                                                       |
| 10-9-2003                                                             | Chorzów                                                               | Polonia                                                               | 0 – 2                                                                 | Svezia                                                                | Qual. Euro 2004                                                       | -                                                                     | 89’                                                                   |
| 11-10-2003                                                            | Solna                                                                 | Svezia                                                                | 0 – 1                                                                 | Lettonia                                                              | Qual. Euro 2004                                                       | -                                                                     | 63’                                                                   |
| 31-3-2004                                                             | Göteborg                                                              | Svezia                                                                | 1 – 0                                                                 | Inghilterra                                                           | 100º anniversario Federazione Svedese                                 | 1                                                                     | 90’                                                                   |
| 28-4-2004                                                             | Coimbra                                                               | Portogallo                                                            | 2 – 2                                                                 | Svezia                                                                | Amichevole                                                            | -                                                                     | 62’                                                                   |
| 28-5-2004                                                             | Tampere                                                               | Finlandia                                                             | 1 – 3                                                                 | Svezia                                                                | Amichevole                                                            | -                                                                     |                                                                       |
| 5-6-2004                                                              | Solna                                                                 | Svezia                                                                | 3 – 1                                                                 | Polonia                                                               | Amichevole                                                            | -                                                                     | 63’                                                                   |
| 14-6-2004                                                             | Lisbona                                                               | Svezia                                                                | 5 – 0                                                                 | Bulgaria                                                              | Euro 2004 - 1º turno                                                  | 1                                                                     | 65’ 81’                                                               |
| 18-6-2004                                                             | Porto                                                                 | Italia                                                                | 1 – 1                                                                 | Svezia                                                                | Euro 2004 - 1º turno                                                  | 1                                                                     |                                                                       |
| 22-6-2004                                                             | Porto                                                                 | Danimarca                                                             | 2 – 2                                                                 | Svezia                                                                | Euro 2004 - 1º turno                                                  | -                                                                     |                                                                       |
| 26-6-2004                                                             | Faro                                                                  | Svezia                                                                | 0 – 0 dts (4 – 5 dtr)                                                 | Paesi Bassi                                                           | Euro 2004 - Quarti di finale                                          | -                                                                     | 58’                                                                   |
| 18-8-2004                                                             | Solna                                                                 | Svezia                                                                | 2 – 2                                                                 | Paesi Bassi                                                           | Amichevole                                                            | 1                                                                     |                                                                       |
| 4-9-2004                                                              | Ta' Qali                                                              | Malta                                                                 | 0 – 7                                                                 | Svezia                                                                | Qual. Mondiali 2006                                                   | 4                                                                     |                                                                       |
| 8-9-2004                                                              | Göteborg                                                              | Svezia                                                                | 0 – 1                                                                 | Croazia                                                               | Qual. Mondiali 2006                                                   | -                                                                     |                                                                       |
| 13-10-2004                                                            | Reykjavík                                                             | Islanda                                                               | 1 – 4                                                                 | Svezia                                                                | Qual. Mondiali 2006                                                   | -                                                                     | 53’                                                                   |
| 26-3-2005                                                             | Sofia                                                                 | Bulgaria                                                              | 0 – 3                                                                 | Svezia                                                                | Qual. Mondiali 2006                                                   | -                                                                     | 9’                                                                    |
| 4-6-2005                                                              | Göteborg                                                              | Svezia                                                                | 6 – 0                                                                 | Malta                                                                 | Qual. Mondiali 2006                                                   | 1                                                                     |                                                                       |
| 3-9-2005                                                              | Solna                                                                 | Svezia                                                                | 3 – 0                                                                 | Bulgaria                                                              | Qual. Mondiali 2006                                                   | 1                                                                     |                                                                       |
| 7-9-2005                                                              | Budapest                                                              | Ungheria                                                              | 0 – 1                                                                 | Svezia                                                                | Qual. Mondiali 2006                                                   | 1                                                                     | 90+3’                                                                 |
| 12-10-2005                                                            | Solna                                                                 | Svezia                                                                | 3 – 1                                                                 | Islanda                                                               | Qual. Mondiali 2006                                                   | 1                                                                     | 31’ 74’                                                               |
| 1-3-2006                                                              | Dublino                                                               | Irlanda                                                               | 3 – 0                                                                 | Svezia                                                                | Amichevole                                                            | -                                                                     | 38’                                                                   |
| 2-6-2006                                                              | Solna                                                                 | Svezia                                                                | 1 – 1                                                                 | Cile                                                                  | Amichevole                                                            | -                                                                     |                                                                       |
| 10-6-2006                                                             | Dortmund                                                              | Trinidad e Tobago                                                     | 0 – 0                                                                 | Svezia                                                                | Mondiali 2006 - 1º turno                                              | -                                                                     |                                                                       |
| 15-6-2006                                                             | Berlino                                                               | Svezia                                                                | 1 – 0                                                                 | Paraguay                                                              | Mondiali 2006 - 1º turno                                              | -                                                                     | 46’                                                                   |
| 24-6-2006                                                             | Monaco                                                                | Germania                                                              | 2 – 0                                                                 | Svezia                                                                | Mondiali 2006 - Ottavi di finale                                      | -                                                                     |                                                                       |
| 2-9-2006                                                              | Riga                                                                  | Lettonia                                                              | 0 – 1                                                                 | Svezia                                                                | Qual. Euro 2008                                                       | -                                                                     | 42’                                                                   |
| 28-3-2007                                                             | Belfast                                                               | Irlanda del Nord                                                      | 2 – 1                                                                 | Svezia                                                                | Qual. Euro 2008                                                       | -                                                                     |                                                                       |
| 6-6-2007                                                              | Solna                                                                 | Svezia                                                                | 5 – 0                                                                 | Islanda                                                               | Qual. Euro 2008                                                       | -                                                                     | 73’                                                                   |
| 22-8-2007                                                             | Göteborg                                                              | Svezia                                                                | 1 – 0                                                                 | Stati Uniti                                                           | Amichevole                                                            | -                                                                     | 66’                                                                   |
| 8-9-2007                                                              | Solna                                                                 | Svezia                                                                | 0 – 0                                                                 | Danimarca                                                             | Qual. Euro 2008                                                       | -                                                                     | 80’ - 89’                                                             |
| 17-10-2007                                                            | Solna                                                                 | Svezia                                                                | 1 – 1                                                                 | Irlanda del Nord                                                      | Qual. Euro 2008                                                       | -                                                                     |                                                                       |
| 17-11-2007                                                            | Madrid                                                                | Spagna                                                                | 3 – 0                                                                 | Svezia                                                                | Qual. Euro 2008                                                       | -                                                                     |                                                                       |
| 21-11-2007                                                            | Solna                                                                 | Svezia                                                                | 2 – 1                                                                 | Lettonia                                                              | Qual. Euro 2008                                                       | -                                                                     |                                                                       |
| 1-6-2008                                                              | Solna                                                                 | Svezia                                                                | 0 – 1                                                                 | Ucraina                                                               | Amichevole                                                            | -                                                                     | 56’                                                                   |
| 10-6-2008                                                             | Wals-Siezenheim                                                       | Grecia                                                                | 0 – 2                                                                 | Svezia                                                                | Euro 2008 - 1º turno                                                  | 1                                                                     | 71’                                                                   |
| 14-6-2008                                                             | Innsbruck                                                             | Svezia                                                                | 1 – 2                                                                 | Spagna                                                                | Euro 2008 - 1º turno                                                  | 1                                                                     | 45’                                                                   |
| 18-6-2008                                                             | Innsbruck                                                             | Russia                                                                | 2 – 0                                                                 | Svezia                                                                | Euro 2008 - 1º turno                                                  | -                                                                     |                                                                       |
| 6-9-2008                                                              | Tirana                                                                | Albania                                                               | 0 – 0                                                                 | Svezia                                                                | Qual. Mondiali 2010                                                   | -                                                                     |                                                                       |
| 10-9-2008                                                             | Solna                                                                 | Svezia                                                                | 2 – 1                                                                 | Ungheria                                                              | Qual. Mondiali 2010                                                   | -                                                                     | 36’ 80’                                                               |
| 11-10-2008                                                            | Solna                                                                 | Svezia                                                                | 0 – 0                                                                 | Portogallo                                                            | Qual. Mondiali 2010                                                   | -                                                                     | cap. 34’                                                              |
| 6-6-2009                                                              | Solna                                                                 | Svezia                                                                | 0 – 1                                                                 | Danimarca                                                             | Qual. Mondiali 2010                                                   | -                                                                     |                                                                       |
| 10-6-2009                                                             | Göteborg                                                              | Svezia                                                                | 4 – 0                                                                 | Malta                                                                 | Qual. Mondiali 2010                                                   | 1                                                                     | cap.                                                                  |
| 5-9-2009                                                              | Budapest                                                              | Ungheria                                                              | 1 – 2                                                                 | Svezia                                                                | Qual. Mondiali 2010                                                   | 1                                                                     | cap.                                                                  |
| 9-9-2009                                                              | Ta' Qali                                                              | Malta                                                                 | 0 – 1                                                                 | Svezia                                                                | Qual. Mondiali 2010                                                   | -                                                                     | cap.                                                                  |
| 10-10-2009                                                            | Copenaghen                                                            | Danimarca                                                             | 1 – 0                                                                 | Svezia                                                                | Qual. Mondiali 2010                                                   | -                                                                     |                                                                       |
| 14-10-2009                                                            | Solna                                                                 | Svezia                                                                | 4 – 1                                                                 | Albania                                                               | Qual. Mondiali 2010                                                   | -                                                                     | cap. 77’                                                              |
| 11-8-2010                                                             | Solna                                                                 | Svezia                                                                | 3 – 0                                                                 | Scozia                                                                | Amichevole                                                            | 1                                                                     | 59’                                                                   |
| 3-9-2010                                                              | Solna                                                                 | Svezia                                                                | 2 – 0                                                                 | Ungheria                                                              | Qual. Euro 2012                                                       | -                                                                     | cap.                                                                  |
| 7-9-2010                                                              | Malmö                                                                 | Svezia                                                                | 6 – 0                                                                 | San Marino                                                            | Qual. Euro 2012                                                       | 2                                                                     | cap. 82’                                                              |
| 12-10-2010                                                            | Amsterdam                                                             | Paesi Bassi                                                           | 4 – 1                                                                 | Svezia                                                                | Qual. Euro 2012                                                       | -                                                                     | cap.                                                                  |
| 9-2-2011                                                              | Nicosia                                                               | Svezia                                                                | 1 – 1 dts (4 – 5 dtr)                                                 | Ucraina                                                               | Torneo di Cipro 2011 - Finale                                         | -                                                                     | cap. 46’                                                              |
| 29-3-2011                                                             | Solna                                                                 | Svezia                                                                | 2 – 1                                                                 | Moldavia                                                              | Qual. Euro 2012                                                       | -                                                                     | cap.                                                                  |
| 7-6-2011                                                              | Solna                                                                 | Svezia                                                                | 5 – 0                                                                 | Finlandia                                                             | Qual. Euro 2012                                                       | 3                                                                     | 25’                                                                   |
| 2-9-2011                                                              | Budapest                                                              | Ungheria                                                              | 2 – 1                                                                 | Svezia                                                                | Qual. Euro 2012                                                       | -                                                                     | cap. 35’                                                              |
| 6-9-2011                                                              | Serravalle                                                            | San Marino                                                            | 0 – 5                                                                 | Svezia                                                                | Qual. Euro 2012                                                       | -                                                                     | cap.                                                                  |
| 7-10-2011                                                             | Helsinki                                                              | Finlandia                                                             | 1 – 2                                                                 | Svezia                                                                | Qual. Euro 2012                                                       | -                                                                     | cap. 43’                                                              |
| 11-11-2011                                                            | Copenaghen                                                            | Danimarca                                                             | 2 – 0                                                                 | Svezia                                                                | Amichevole                                                            | -                                                                     | cap. 64’                                                              |
| 15-11-2011                                                            | Londra                                                                | Inghilterra                                                           | 1 – 0                                                                 | Svezia                                                                | Amichevole                                                            | -                                                                     | cap. 46’                                                              |
| 29-2-2012                                                             | Zagabria                                                              | Croazia                                                               | 1 – 3                                                                 | Svezia                                                                | Amichevole                                                            | 1                                                                     | cap. 86’                                                              |
| 30-5-2012                                                             | Göteborg                                                              | Svezia                                                                | 3 – 2                                                                 | Islanda                                                               | Amichevole                                                            | 1                                                                     | cap. 63’                                                              |
| 5-6-2012                                                              | Solna                                                                 | Svezia                                                                | 2 – 1                                                                 | Serbia                                                                | Amichevole                                                            | 1                                                                     | cap. 81’                                                              |
| 11-6-2012                                                             | Kiev                                                                  | Ucraina                                                               | 2 – 1                                                                 | Svezia                                                                | Euro 2012 - 1º turno                                                  | 1                                                                     | cap.                                                                  |
| 15-6-2012                                                             | Kiev                                                                  | Svezia                                                                | 2 – 3                                                                 | Inghilterra                                                           | Euro 2012 - 1º turno                                                  | -                                                                     | cap.                                                                  |
| 19-6-2012                                                             | Kiev                                                                  | Svezia                                                                | 2 – 0                                                                 | Francia                                                               | Euro 2012 - 1º turno                                                  | 1                                                                     | cap.                                                                  |
| 6-9-2012                                                              | Helsingborg                                                           | Svezia                                                                | 1 – 0                                                                 | Cina                                                                  | Amichevole                                                            | -                                                                     | cap. 46’                                                              |
| 11-9-2012                                                             | Malmö                                                                 | Svezia                                                                | 2 – 0                                                                 | Kazakistan                                                            | Qual. Mondiali 2014                                                   | -                                                                     | cap. 76’                                                              |
| 12-10-2012                                                            | Tórshavn                                                              | Fær Øer                                                               | 1 – 2                                                                 | Svezia                                                                | Qual. Mondiali 2014                                                   | 1                                                                     | cap.                                                                  |
| 16-10-2012                                                            | Berlino                                                               | Germania                                                              | 4 – 4                                                                 | Svezia                                                                | Qual. Mondiali 2014                                                   | 1                                                                     | cap.                                                                  |
| 14-11-2012                                                            | Solna                                                                 | Svezia                                                                | 4 – 2                                                                 | Inghilterra                                                           | Amichevole                                                            | 4                                                                     | cap. 90+1’                                                            |
| 6-2-2013                                                              | Solna                                                                 | Svezia                                                                | 2 – 3                                                                 | Argentina                                                             | Amichevole                                                            | -                                                                     | cap. 46’                                                              |
| 22-3-2013                                                             | Solna                                                                 | Svezia                                                                | 0 – 0                                                                 | Irlanda                                                               | Qual. Mondiali 2014                                                   | -                                                                     | cap.                                                                  |
| 3-6-2013                                                              | Malmö                                                                 | Svezia                                                                | 1 – 0                                                                 | Macedonia                                                             | Amichevole                                                            | -                                                                     | cap.                                                                  |
| 7-6-2013                                                              | Vienna                                                                | Austria                                                               | 2 – 1                                                                 | Svezia                                                                | Qual. Mondiali 2014                                                   | -                                                                     | cap.                                                                  |
| 11-6-2013                                                             | Solna                                                                 | Svezia                                                                | 2 – 0                                                                 | Fær Øer                                                               | Qual. Mondiali 2014                                                   | 2                                                                     | cap.                                                                  |
| 14-8-2013                                                             | Solna                                                                 | Svezia                                                                | 4 – 2                                                                 | Norvegia                                                              | Amichevole                                                            | 3                                                                     | cap.                                                                  |
| 6-9-2013                                                              | Dublino                                                               | Irlanda                                                               | 1 – 2                                                                 | Svezia                                                                | Qual. Mondiali 2014                                                   | -                                                                     | cap.                                                                  |
| 10-9-2013                                                             | Astana                                                                | Kazakistan                                                            | 0 – 1                                                                 | Svezia                                                                | Qual. Mondiali 2014                                                   | 1                                                                     | cap.                                                                  |
| 11-10-2013                                                            | Solna                                                                 | Svezia                                                                | 2 – 1                                                                 | Austria                                                               | Qual. Mondiali 2014                                                   | 1                                                                     | cap. 90+3’                                                            |
| 15-11-2013                                                            | Lisbona                                                               | Portogallo                                                            | 1 – 0                                                                 | Svezia                                                                | Qual. Mondiali 2014                                                   | -                                                                     | cap.                                                                  |
| 19-11-2013                                                            | Solna                                                                 | Svezia                                                                | 2 – 3                                                                 | Portogallo                                                            | Qual. Mondiali 2014                                                   | 2                                                                     | cap.                                                                  |
| 5-3-2014                                                              | Ankara                                                                | Turchia                                                               | 2 – 1                                                                 | Svezia                                                                | Amichevole                                                            | -                                                                     | cap. 46’                                                              |
| 28-5-2014                                                             | Copenaghen                                                            | Danimarca                                                             | 1 – 0                                                                 | Svezia                                                                | 125º anniversario Federazione Danese                                  | -                                                                     | cap. 46’                                                              |
| 4-9-2014                                                              | Solna                                                                 | Svezia                                                                | 2 – 0                                                                 | Estonia                                                               | Amichevole                                                            | 2                                                                     | cap. 25’ 64’                                                          |
| 8-9-2014                                                              | Vienna                                                                | Austria                                                               | 1 – 1                                                                 | Svezia                                                                | Qual. Euro 2016                                                       | -                                                                     | cap. 22’                                                              |
| 15-11-2014                                                            | Podgorica                                                             | Montenegro                                                            | 1 – 1                                                                 | Svezia                                                                | Qual. Euro 2016                                                       | 1                                                                     | cap.                                                                  |
| 27-3-2015                                                             | Chișinău                                                              | Moldavia                                                              | 0 – 2                                                                 | Svezia                                                                | Qual. Euro 2016                                                       | 2                                                                     | cap. 65’                                                              |
| 31-3-2015                                                             | Solna                                                                 | Svezia                                                                | 3 – 1                                                                 | Iran                                                                  | Amichevole                                                            | 1                                                                     | cap. 46’                                                              |
| 8-6-2015                                                              | Oslo                                                                  | Norvegia                                                              | 0 – 0                                                                 | Svezia                                                                | Amichevole                                                            | -                                                                     | cap. 63’                                                              |
| 14-6-2015                                                             | Solna                                                                 | Svezia                                                                | 3 – 1                                                                 | Montenegro                                                            | Qual. Euro 2016                                                       | 2                                                                     | cap. 90+1’                                                            |
| 5-9-2015                                                              | Mosca                                                                 | Russia                                                                | 1 – 0                                                                 | Svezia                                                                | Qual. Euro 2016                                                       | -                                                                     | cap. 46’                                                              |
| 8-9-2015                                                              | Solna                                                                 | Svezia                                                                | 1 – 4                                                                 | Austria                                                               | Qual. Euro 2016                                                       | 1                                                                     | cap.                                                                  |
| 9-10-2015                                                             | Vaduz                                                                 | Liechtenstein                                                         | 0 – 2                                                                 | Svezia                                                                | Qual. Euro 2016                                                       | 1                                                                     | cap.                                                                  |
| 12-10-2015                                                            | Solna                                                                 | Svezia                                                                | 2 – 0                                                                 | Moldavia                                                              | Qual. Euro 2016                                                       | 1                                                                     | cap. 58’                                                              |
| 14-11-2015                                                            | Solna                                                                 | Svezia                                                                | 2 – 1                                                                 | Danimarca                                                             | Qual. Euro 2016                                                       | 1                                                                     | cap. 82’                                                              |
| 17-11-2015                                                            | Copenaghen                                                            | Danimarca                                                             | 2 – 2                                                                 | Svezia                                                                | Qual. Euro 2016                                                       | 2                                                                     | cap.                                                                  |
| 29-3-2016                                                             | Solna                                                                 | Svezia                                                                | 1 – 1                                                                 | Rep. Ceca                                                             | Amichevole                                                            | -                                                                     | cap.                                                                  |
| 5-6-2016                                                              | Solna                                                                 | Svezia                                                                | 3 – 0                                                                 | Galles                                                                | Amichevole                                                            | -                                                                     | cap. 61’                                                              |
| 13-6-2016                                                             | Saint-Denis                                                           | Irlanda                                                               | 1 – 1                                                                 | Svezia                                                                | Euro 2016 - 1º turno                                                  | -                                                                     | cap.                                                                  |
| 17-6-2016                                                             | Tolosa                                                                | Italia                                                                | 1 – 0                                                                 | Svezia                                                                | Euro 2016 - 1º turno                                                  | -                                                                     | cap.                                                                  |
| 22-6-2016                                                             | Nizza                                                                 | Svezia                                                                | 0 – 1                                                                 | Belgio                                                                | Euro 2016 - 1º turno                                                  | -                                                                     | cap.                                                                  |
| 25-3-2021                                                             | Solna                                                                 | Svezia                                                                | 1 – 0                                                                 | Georgia                                                               | Qual. Mondiali 2022                                                   | -                                                                     | 54’ 84’                                                               |
| 28-3-2021                                                             | Pristina                                                              | Kosovo                                                                | 0 – 3                                                                 | Svezia                                                                | Qual. Mondiali 2022                                                   | -                                                                     | 62’                                                                   |
| 11-11-2021                                                            | Batumi                                                                | Georgia                                                               | 2 – 0                                                                 | Svezia                                                                | Qual. Mondiali 2022                                                   | -                                                                     |                                                                       |
| 14-11-2021                                                            | Siviglia                                                              | Spagna                                                                | 1 – 0                                                                 | Svezia                                                                | Qual. Mondiali 2022                                                   | -                                                                     | 73’                                                                   |
| 29-3-2022                                                             | Chorzów                                                               | Polonia                                                               | 2 – 0                                                                 | Svezia                                                                | Qual. Mondiali 2022                                                   | -                                                                     | 80’                                                                   |
| 24-3-2023                                                             | Solna                                                                 | Svezia                                                                | 0 – 3                                                                 | Belgio                                                                | Qual. Euro 2024                                                       | -                                                                     | 73’                                                                   |
| Totale                                                                |                                                                       | Presenze (6º posto)                                                   | 122                                                                   |                                                                       | Reti (1º posto)                                                       | 62                                                                    |                                                                       |

### Record

#### Individuali
- Primo calciatore, e unico straniero, ad aver vinto la classifica marcatori della Serie A con due diverse squadre, peraltro della stessa città: Inter (2008-2009) e Milan (2011-2012).[148] Attualmente divide il primato con Luca Toni e Ciro Immobile.
- Miglior serie di segnature consecutive in Ligue 1 (9 giornate nel 2015-16, a pari merito con Vahid Halilhodžić).[324]
- Calciatore ad aver realizzato la tripletta più veloce in Ligue 1 (9 minuti).[190]
- Uno dei tre calciatori, insieme a Edgar Davids e Sergio Ramos, ad aver totalizzato più espulsioni in Champions League (4).[325]
- Unico calciatore ad aver vinto 12 campionati in 4 leghe differenti (Eredivisie, Serie A, Primera División e Ligue 1).[326]
- Unico calciatore ad aver giocato, vinto e realizzato almeno un gol nelle Supercoppe di Italia, Spagna, Francia e Inghilterra.[327]
- Unico calciatore ad aver segnato al debutto in campionato (Serie A, Primera División, Ligue 1 e Premier League)[328] e in Champions League in 4 leghe differenti.[329]
- Unico calciatore ad aver segnato almeno un gol nei derby De Klassieker (Olanda), di Milano e d'Italia (Italia), El Clásico e Barceloní (Spagna), Le Classique (Francia) e di Manchester (Inghilterra).[330]
- Unico calciatore ad aver segnato 50 gol con le maglie delle due squadre di Milano, Milan e Inter.[231]
- Uno dei tre calciatori, insieme a Mutu e Carew, ad aver segnato con sette squadre diverse in competizioni UEFA per club (Ajax, Juventus, Inter, Barcellona, Milan, Paris Saint-Germain e Manchester Utd).[201]
- Unico calciatore ad aver giocato in Champions League con sette squadre diverse (in ordine cronologico: Ajax, Juventus, Inter, Barcellona, Milan, Paris Saint-Germain e Manchester Utd).[331]
- Unico calciatore ad aver segnato in Champions League con sei squadre diverse (in ordine cronologico: Ajax, Juventus, Inter, Barcellona, Milan e Paris Saint-Germain).
- Calciatore più anziano ad aver segnato 10 gol in una stagione di Serie A (38 anni e 302 giorni, nel 2019-20).[232]
- Calciatore più anziano ad aver segnato nel derby di Milano (39 anni e 115 giorni, il 26 gennaio 2021).[332]
- Calciatore più anziano ad aver segnato 10 gol nelle prime 8 giornate in Serie A (39 anni e 50 giorni, nel 2020-21).[333]
- Calciatore più anziano ad aver realizzato 15 gol in una stagione di Serie A (39 anni e 169 giorni, nel 2020-21).[241]
- Calciatore più anziano ad aver realizzato una doppietta in Serie A (40 anni e 48 giorni, nel 2021-22).[251]
- Calciatore più anziano ad aver fornito un assist in Serie A (40 anni e 203 giorni, nel 2021-22).[256]
- Calciatore straniero più anziano ad aver disputato una gara in Serie A (41 anni e 166 giorni, nel 2022-23).
- Calciatore di movimento più anziano ad aver disputato una gara in Serie A (41 anni e 166 giorni, nel 2022-23).
- Calciatore straniero più anziano ad aver realizzato un gol in serie A (41 anni e 166 giorni 2022-23).
- Calciatore più anziano ad aver realizzato un gol in Serie A (41 anni e 166 giorni, nel 2022-23).

#### Barcellona
- Unico giocatore del Barcellona ad aver segnato consecutivamente nei primi cinque match di Primera División.[118]

#### Paris Saint-Germain
- Calciatore ad aver segnato più gol con la maglia del Paris Saint-Germain in un'unica stagione di Ligue 1 (38, nel 2015-16).[194]
- Calciatore ad aver segnato più gol con la maglia del Paris Saint-Germain in un'unica stagione (50, nel 2015-16).[334]

#### Los Angeles Galaxy
- Calciatore ad aver segnato più gol con la maglia del Los Angeles Galaxy in un'unica stagione (30, nel 2019).[335]

#### Milan
- Unico calciatore nella storia del Milan ad aver segnato per sette partite consecutive in Serie A.[238]
- Calciatore di movimento più anziano ad aver giocato con il Milan in Serie A (41 anni e 166 giorni).
- Calciatore più anziano del Milan ad aver mai segnato in Serie A.[264]
- Calciatore più anziano del Milan ad aver indossato la fascia da capitano.[266]

#### Nazionale svedese
- Unico calciatore svedese ad avere segnato in tre edizioni consecutive degli Europei (Portogallo 2004, Austria-Svizzera 2008, Polonia-Ucraina 2012).[336]
- Unico svedese ad aver vinto il Guldbollen per dodici volte, di cui dieci consecutive.[13]
- Calciatore ad aver realizzato più gol con la Nazionale svedese (62).[14]

## Palmarès

### Club

#### Competizioni nazionali
- Campionato olandese: 2

Ajax: 2001-2002, 2003-2004
- Coppa dei Paesi Bassi: 1

Ajax: 2001-2002
- Supercoppa dei Paesi Bassi: 1

Ajax: 2002
- Campionato italiano: 1 (revocato)

Juventus: 2004-2005
- Supercoppa italiana: 3

Inter: 2006, 2008
Milan: 2011
- Campionato italiano: 5

Inter: 2006-2007, 2007-2008, 2008-2009
Milan: 2010-2011, 2021-2022
- Supercoppa di Spagna: 2

Barcellona: 2009, 2010
- Campionato spagnolo: 1

Barcellona: 2009-2010
- Campionato francese: 4

Paris Saint-Germain: 2012-2013, 2013-2014, 2014-2015, 2015-2016
- Supercoppa francese: 3

Paris Saint-Germain: 2013, 2014, 2015
- Coppa di Lega francese: 3

Paris Saint-Germain: 2013-2014, 2014-2015, 2015-2016
- Coppa di Francia: 2

Paris Saint-Germain: 2014-2015, 2015-2016
- Community Shield: 1

Manchester Utd: 2016
- Coppa di Lega inglese: 1

Manchester Utd: 2016-2017

#### Competizioni internazionali
- Supercoppa UEFA: 1

Barcellona: 2009
- Coppa del mondo per club: 1

Barcellona: 2009
- UEFA Europa League: 1

Manchester Utd: 2016-2017

### Individuale
- Guldbollen: 12 (record)

2005, 2007, 2008, 2009, 2010, 2011, 2012, 2013, 2014, 2015, 2016, 2020
- Oscar del calcio AIC/Gran Galà del calcio AIC: 10

Miglior calciatore straniero: 2005, 2008, 2009
Calciatore più amato dai tifosi: 2005
Miglior calciatore assoluto: 2008, 2009, 2011
Miglior gol: 2008
Squadra dell'anno: 2011, 2012
- Capocannoniere della Serie A: 2

2008-2009 (25 gol), 2011-2012 (28 gol)
- Miglior giocatore della Supercoppa italiana: 1

2011
- Europei Top 11: 1

Polonia-Ucraina 2012
- Golden Foot: 1

2012
- Capocannoniere della Ligue 1: 3

2012-2013 (30 gol), 2013-2014 (26 gol), 2015-2016 (38 gol)
- Trophées UNFP du football: 8

Miglior giocatore: 2012-2013, 2013-2014, 2015-2016
Squadra ideale: 2012-2013, 2013-2014, 2014-2015, 2015-2016
Gol più bello: 2013-2014
- FIFA Puskás Award: 1

2013
- Miglior giocatore della Supercoppa di Francia: 1

2014
- Capocannoniere della Coupe de la Ligue: 1

2014-2015 (3 gol, a pari merito con Cavani, Cissé, Ngakoutou e Viale)
- Capocannoniere della Coupe de France: 2

2014-2015 (4 gol, a pari merito con Mercier, Beauvue e Cavani), 2015-2016 (7 gol)
- Capocannoniere della English Football League Cup: 1

2016-2017 (4 gol, a pari merito con Sturridge)
- ESM Team of the Year: 4

2006-2007, 2007-2008, 2012-2013, 2013-2014
- Squadra dell'anno UEFA: 4

2007, 2009, 2013, 2014
- Jerringpriset: 1

2007
- L'Équipe Journalist's Best XI: 1

2008
- Sportivo svedese dell'anno: 4

2008, 2010, 2013, 2015
- Miglior assist-man della Champions League: 1

2012-2013 (7 assist)
- FIFA FIFPro World XI: 1

2013
- Squadra della stagione della UEFA Champions League: 1

2013-2014
- Squadra della stagione della UEFA Europa League: 1

2016-2017
- Eliason Merit Award: 1

2018
- MLS All-Star Fan XI: 1

2018
- MLS Best XI: 1

2018
- MLS Newcomer of the Year: 1

2018
- MLS Goal of the Year: 1

2018 (L.A. Galaxy-Los Angeles FC, 31 marzo 2018)
- Globe Soccer Award alla carriera sportiva: 2022

## Filmografia
- Ibrahimović - Diventare leggenda, film-documentario, regia di Magnus e Fredrik Gertten (2016)[345]
- Zlatan, film-biografico, diretto da Jens Sjörgen (2021)[346]

### Attore

#### Cinema
- Asterix & Obelix - Il regno di mezzo (Astérix et Obélix: L'Empire du Milieu), regia di Guillaume Canet (2023)

#### Televisione
- Vita da Carlo – serie TV (2023)

## Televisione

### Programmi televisivi
- Festival di Sanremo, (Rai 1, 2021) - ospite fisso
- Striscia la notizia, (Canale 5, 21 novembre 2022) - conduttore
- Stanotte a Milano (Rai 1, 25 dicembre 2022) - guest

## Opere
- Zlatan Ibrahimović, Io, Ibra, con David Lagercrantz, Milano, Rizzoli, 2011, ISBN 978-88-17-06220-6.
- Zlatan Ibrahimović, Io sono il calcio, con Mats Olsson, Milano, Rizzoli, 2018, ISBN 978-88-17-10833-1.
- Zlatan Ibrahimović, Adrenalina. My untold stories, Milano, Cairo, 2021, ISBN 978-88-309-0198-8.